# Groot-Brittannië op de Olympische Zomerspelen 2012
Groot-Brittannië nam deel aan de Olympische Zomerspelen 2012 in Londen.

## Medailleoverzicht
| Sport            | Olympiër | Onderdeel                | Medaille |
| ---------------- | --- | ------------------------ | -------- |
| Atletiek         | Mo Farah | 5000m (m)                | Goud     |
| Atletiek         | Mo Farah | 10000m (m)               | Goud     |
| Atletiek         | Greg Rutherford | verspringen (m)          | Goud     |
| Atletiek         | Jessica Ennis | zevenkamp (v)            | Goud     |
| Boksen           | Luke Campbell | -56kg (m)                | Goud     |
| Boksen           | Anthony Joshua | +91kg (m)                | Goud     |
| Boksen           | Nicola Adams | -51kg (v)                | Goud     |
| Kanovaren        | Timothy Baillie Etienne Stott | C-2 slalom (m)           | Goud     |
| Kanovaren        | Ed McKeever | K-1 200m (m)             | Goud     |
| Paardensport     | Charlotte Dujardin | dressuur individueel     | Goud     |
| Paardensport     | Laura Bechtolsheimer Charlotte Dujardin Carl Hester | dressuur team            | Goud     |
| Paardensport     | Scott Brash Peter Charles Ben Maher Nick Skelton | springconcours team      | Goud     |
| Roeien           | Alex Gregory Tom James Pete Reed Andrew Triggs-Hodge | vier-zonder (m)          | Goud     |
| Roeien           | Katherine Copeland Sophie Hosking | lichte dubbel-twee (v)   | Goud     |
| Roeien           | Katherine Grainger Anna Watkins | dubbel-twee (v)          | Goud     |
| Roeien           | Helen Glover Heather Stanning | twee-zonder (v)          | Goud     |
| Schietsport      | Peter Wilson | dubbeltrap (m)           | Goud     |
| Taekwondo        | Jade Jones | -57kg (v)                | Goud     |
| Tennis           | Andy Murray | enkelspel (m)            | Goud     |
| Triatlon         | Alistair Brownlee | mannen                   | Goud     |
| Wielersport      | Chris Hoy | keirin (m)               | Goud     |
| Wielersport      | Jason Kenny | sprint (m)               | Goud     |
| Wielersport      | Steven Burke Ed Clancy Peter Kennaugh Geraint Thomas | ploegenachtervolging (m) | Goud     |
| Wielersport      | Philip Hindes Chris Hoy Jason Kenny | teamsprint (m)           | Goud     |
| Wielersport      | Victoria Pendleton | keirin (v)               | Goud     |
| Wielersport      | Laura Trott | omnium (v)               | Goud     |
| Wielersport      | Danielle King Joanna Rowsell Laura Trott | ploegenachtervolging (v) | Goud     |
| Wielersport      | Bradley Wiggins | tijdrit (m)              | Goud     |
| Zeilen           | Ben Ainslie | finn (m)                 | Goud     |
| Atletiek         | Christine Ohuruogu | 400m (v)                 | Zilver   |
| Boksen           | Fred Evans | -69kg (m)                | Zilver   |
| Gymnastiek       | Louis Smith | paard voltige (m)        | Zilver   |
| Judo             | Gemma Gibbons | -78kg (v)                | Zilver   |
| Kanovaren        | David Florence Richard Hounslow | C-2 slalom (m)           | Zilver   |
| Moderne vijfkamp | Samantha Murray | vrouwen                  | Zilver   |
| Paardensport     | Tina Cook William Fox-Pitt Mary King Zara Phillips Nicola Wilson | eventing team            | Zilver   |
| Roeien           | Mark Hunter Zac Purchase | lichte dubbel-twee (m)   | Zilver   |
| Roeien           | Chris Bartley Peter Chambers Richard Chambers Rob Williams | lichte vier-zonder (m)   | Zilver   |
| Tennis           | Andy Murray Laura Robson | dubbelspel (g)           | Zilver   |
| Wielersport      | Victoria Pendleton | sprint (v)               | Zilver   |
| Wielersport      | Lizzie Armitstead | wegwedstrijd (v)         | Zilver   |
| Zeilen           | Nick Dempsey | RS:X (m)                 | Zilver   |
| Zeilen           | Stuart Bithell Luke Patience | 470 (m)                  | Zilver   |
| Zeilen           | Iain Percy Andrew Simpson | star (m)                 | Zilver   |
| Zeilen           | Saskia Clark Hannah Mills | 470 (v)                  | Zilver   |
| Zwemmen          | Michael Jamieson | 200m schoolslag (m)      | Zilver   |
| Atletiek         | Robbie Grabarz | hoogspringen (m)         | Brons    |
| Boksen           | Anthony Ogogo | -75kg (m)                | Brons    |
| Gymnastiek       | Max Whitlock | paard voltige (m)        | Brons    |
| Gymnastiek       | Sam Oldham Daniel Purvis Louis Smith Kristian Thomas Max Whitlock | meerkamp team (m)        | Brons    |
| Gymnastiek       | Elizabeth Tweddle | brug (v)                 | Brons    |
| Hockey           | Beth Storry Emily Maguire Laura Unsworth Crista Cullen Anne Panter Hannah Macleod Helen Richardson-Walsh Kate Richardson-Walsh <be> Chloe Rogers Laura Bartlett Alex Danson Georgie Twigg Ashleigh Ball Sally Walton Nicola White Sarah Thomas | vrouwen                  | Brons    |
| Judo             | Karina Bryant | +78kg (v)                | Brons    |
| Kanovaren        | Liam Heath Jon Schofield | K-2 200m (m)             | Brons    |
| Paardensport     | Laura Bechtolsheimer | dressuur individueel     | Brons    |
| Roeien           | Alan Campbell | skiff (m)                | Brons    |
| Roeien           | George Nash William Satch | twee-zonder (m)          | Brons    |
| Roeien           | Alex Partridge James Foad Tom Ransley Richard Egington Moe Sbihi Greg Searle Matthew Langridge Constantine Louloudis Phelan Hill | acht (m)                 | Brons    |
| Schoonspringen   | Tom Daley | 10m toren (m)            | Brons    |
| Taekwondo        | Lutalo Muhammad | -80kg (m)                | Brons    |
| Triatlon         | Jonathan Brownlee | mannen                   | Brons    |
| Wielersport      | Ed Clancy | omnium (m)               | Brons    |
| Wielersport      | Chris Froome | tijdrit (m)              | Brons    |
| Zwemmen          | Rebecca Adlington | 400m vrije slag (v)      | Brons    |
| Zwemmen          | Rebecca Adlington | 800m vrije slag (v)      | Brons    |

## Deelnemers en resultaten
(m) = mannen, (v) = vrouwen

### Atletiek

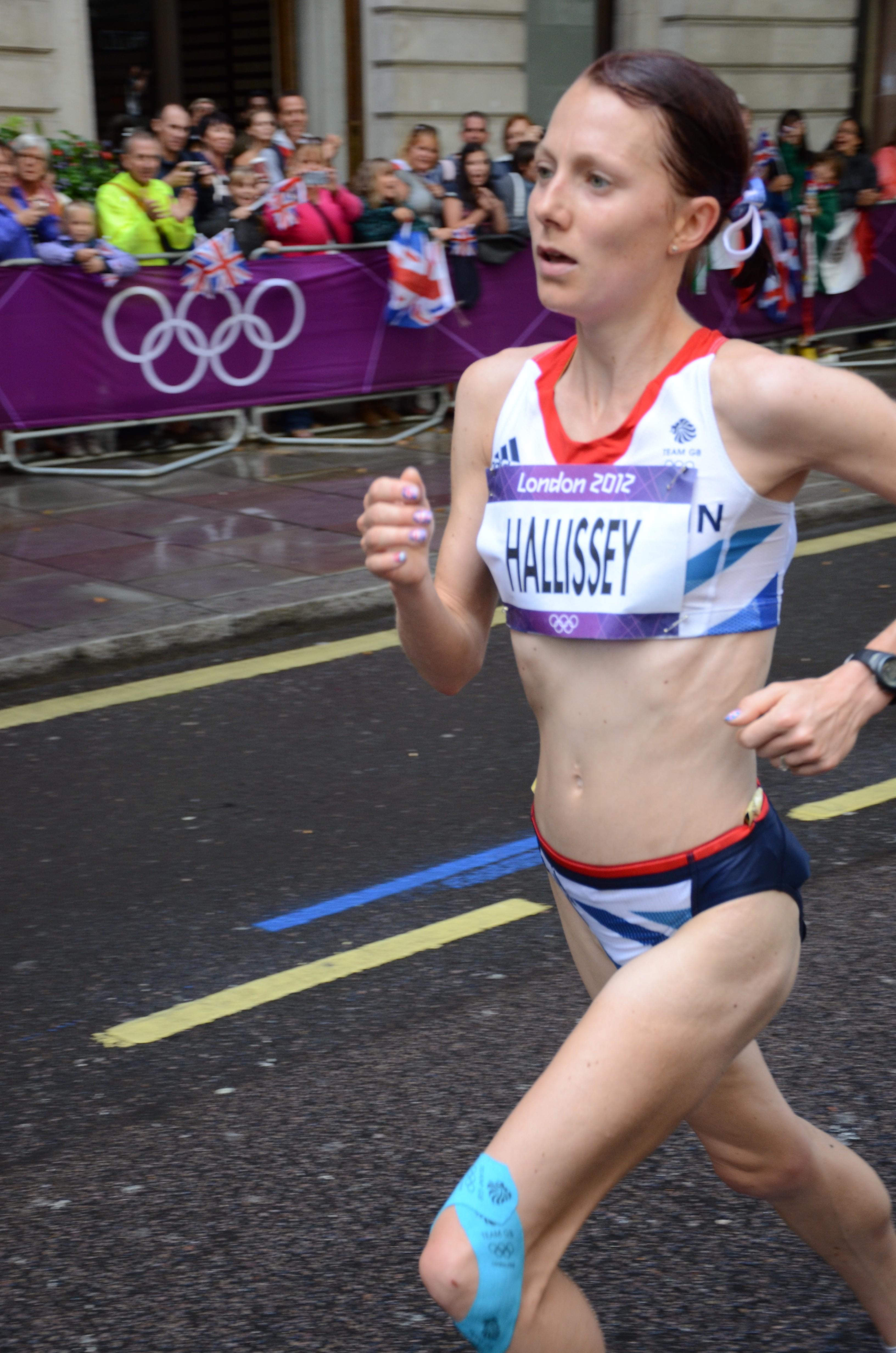
Claire Hallissey in de olympische marathon

| Olympiër                                                                     | Onderdeel                | Resultaat | Prestatie                                                                       |
| ---------------------------------------------------------------------------- | ------------------------ | --------- | ------------------------------------------------------------------------------- |
| Dwain Chambers                                                               | 100m (m)                 | 10e       | serie 7: 1ste in 10,02 halve finale 2: 4de in 10,05                             |
| James Dasaolu                                                                | 100m (m)                 | 19e       | serie 4: 3de in 10,13 halve finale 1: 7de in 10,18                              |
| Adam Gemili                                                                  | 100m (m)                 | 11e       | serie 5: 2de in 10,11 halve finale 3: 3de in 10,06                              |
| James Ellington                                                              | 200m (m)                 | 47e       | serie 7: 6de in 21,23                                                           |
| Christian Malcolm                                                            | 200m (m)                 | 11e       | serie 3: 2de in 20,59 halve finale 3: 3de in 20,51                              |
| Nigel Levine                                                                 | 400m (m)                 | 18e       | serie 5: 3de in 45,58 halve finale 2: 6de in 45,64                              |
| Martyn Rooney                                                                | 400m (m)                 | 14e       | serie 7: 2de in 45,36 halve finale 3: 5de in 45,31                              |
| Conrad Williams                                                              | 400m (m)                 | 18e       | serie 6: 3de in 46,12 halve finale 1: 8ste in 45,53                             |
| Andrew Osagie                                                                | 800m (m)                 | 8e        | serie 2: 3de in 1.46,42 halve finale 2: 2de in 1.44,74 finale: 8ste in 1.43,77  |
| Michael Rimmer                                                               | 800m (m)                 | 41e       | serie 5: 5de in 1.49,05                                                         |
| Gareth Warburton                                                             | 800m (m)                 | 29e       | serie 3: 5de in 1.46,97                                                         |
| Andrew Baddeley                                                              | 1500m (m)                | 13e       | serie 2: 6de in 3.40,34 halve finale 2: 8ste in 3.36,03                         |
| Ross Murray                                                                  | 1500m (m)                | 23e       | serie 1: 4de in 3.36,74 halve finale 1: 10de in 3.44,92                         |
| Nick McCormick                                                               | 5000m (m)                | 17e       | serie 2: 12de in 13.25,70                                                       |
| Mo Farah                                                                     | 5000m (m)                | Goud      | serie 1: 3de in 13.26,00 finale: 1ste in 13.41,66                               |
| Mo Farah                                                                     | 10000m (m)               | Goud      | 27.30,42                                                                        |
| Chris Thompson                                                               | 10000m (m)               | 25e       | 29.06,14                                                                        |
| Lawrence Somerset Clarke                                                     | 110m horden (m)          | 4e        | serie 2: 2de in 13,42 halve finale 1: 3de in 13,31 finale: 4de in 13,39         |
| Andrew Pozzi                                                                 | 110m horden (m)          | DNF       | serie 3: niet gefinisht                                                         |
| Andy Turner                                                                  | 110m horden (m)          | 13e       | serie 6: 1ste in 13,42 halve finale 2: 4de in 13,42                             |
| Jack Green                                                                   | 400m horden (m)          | DNF       | serie 6: 2de in 49,49 halve finale 2: niet gefinisht                            |
| Dai Greene                                                                   | 400m horden (m)          | 4e        | serie 3: 1ste in 48,98 halve finale 1: 4de in 48,19 finale: 4de in 48,24        |
| Rhys Williams                                                                | 400m horden (m)          | 15e       | serie 4: 5de in 49,17 halve finale 3: 4de in 49,63                              |
| Stuart Stokes                                                                | 3000m steeplechase (m)   | 35e       | serie 3: 12de in 8.43,04                                                        |
| Dwain Chambers Adam Gemili Christian Malcolm Daniel Talbot                   | 4x100m (m)               | DSQ       | serie 1: gediskwalificeerd                                                      |
| Jack Green Dai Greene Nigel Levine Martyn Rooney Conrad Williams             | 4x400m (m)               | 4e        | serie 1: 2de in 3.00,38 finale: 4de in 2.59,53                                  |
| Lee Merrien                                                                  | marathon (m)             | 30e       | 2:17.00                                                                         |
| Scott Overall                                                                | marathon (m)             | 61e       | 2:22.37                                                                         |
| Dominic King                                                                 | 50km snelwandelen (m)    | 54e       | 4:15.05                                                                         |
| Greg Rutherford                                                              | verspringen (m)          | Goud      | kwalificatie groep A: 3de met 8,08m finale: 1ste met 8,31m                      |
| Chris Tomlinson                                                              | verspringen (m)          | 6e        | kwalificatie groep B: 2de met 8,06m finale: 6de met 8,07m                       |
| Phillips Idowu                                                               | hink-stap-springen (m)   | 14e       | kwalificatie groep A: 8ste met 16,53m                                           |
| Robert Grabarz                                                               | hoogspringen (m)         | Brons     | kwalificatie groep B: 1ste met 2,29m finale: 3de met 2,29m                      |
| Steven Lewis                                                                 | polsstokhoogspringen (m) | 5e        | kwalificatie groep A: 5de met 5,50m finale: 5de met 5,75m                       |
| Carl Myerscough                                                              | kogelstoten (m)          | 29e       | kwalificatie groep B: 13de met 18,95m                                           |
| Abdul Buhari                                                                 | discuswerpen (m)         | 29e       | kwalificatie groep B: 16de met 60,08m                                           |
| Brett Morse                                                                  | discuswerpen (m)         | 35e       | kwalificatie groep A: 16de met 58,18m                                           |
| Lawrence Okoye                                                               | discuswerpen (m)         | 12e       | kwalificatie groep B: 4de met 65,28m finale: 12de met 61,03m                    |
| Mervyn Luckwell                                                              | speerwerpen (m)          | 35e       | kwalificatie groep B: 15de met 74,09m                                           |
| Alex Smith                                                                   | kogelslingeren (m)       | 12e       | kwalificatie groep A: 9de met 74,71m finale: 12de met 72,87m                    |
| Daniel Awde                                                                  | tienkamp (m)             | DNF       | wedstrijd niet voltooid                                                         |
|                                                                              |                          |           |                                                                                 |
| Anyika Onuora                                                                | 100m (v)                 | 31e       | serie 2: 5de in 11,41                                                           |
| Abiodun Oyepitan                                                             | 100m (v)                 | 23e       | serie 3: 5de in 11,22 halve finale 1: 8ste in 11,36                             |
| Anyika Onuora                                                                | 200m (v)                 | 27e       | serie 2: 4de in 23,23                                                           |
| Abiodun Oyepitan                                                             | 200m (v)                 | 20e       | serie 3: 2de in 22,92 halve finale 3: 6de in 23,14                              |
| Margaret Adeoye                                                              | 200m (v)                 | 21e       | serie 1: 3de in 22,94 halve finale 1: 7de in 23,28                              |
| Shana Cox                                                                    | 400m (v)                 | 21e       | serie 2: 3de in 52,01 halve finale 2: 7de in 52,58                              |
| Lee McConnell                                                                | 400m (v)                 | 18e       | serie 5: 3de in 52,23 halve finale 3: 7de in 52,24                              |
| Christine Ohuruogu                                                           | 400m (v)                 | Zilver    | serie 1: 2de in 50,80 halve finale 1: 2de in 50,22 finale: 2de in 49,70         |
| Lynsey Sharp                                                                 | 800m (v)                 | 21e       | serie 4: 2de in 2.01,41 halve finale 2: 7de in 2.01,78                          |
| Lisa Dobriskey                                                               | 1500m (v)                | 10e       | serie 2: 1ste in 4.13,32 halve finale 1: 4de in 4.05,35 finale: 10de in 4.15,02 |
| Hannah England                                                               | 1500m (v)                | 20e       | serie 1: 5de in 4.05,73 halve finale 1: 9de in 4.06,35                          |
| Laura Weightman                                                              | 1500m (v)                | 11e       | serie 3: 6de in 4.07,29 halve finale 2: 7de in 4.02,99 finale: 11de in 4.16,60  |
| Barbara Parker                                                               | 5000m (v)                | 20e       | serie 1: 9de in 15.12,81                                                        |
| Julia Bleasdale                                                              | 5000m (v)                | 8e        | serie 2: 4de in 15.02,00 finale: 8ste in 15.14,55                               |
| Joanne Pavey                                                                 | 5000m (v)                | 7e        | serie 2: 7de in 15.02,84 finale: 7de in 15.12,72                                |
| Julia Bleasdale                                                              | 10000m (v)               | 8e        | 30.55,63                                                                        |
| Joanne Pavey                                                                 | 10000m (v)               | 7e        | 30.53,20                                                                        |
| Jessica Ennis                                                                | 100m horden (v)          | DNS       | serie 2: niet gestart                                                           |
| Tiffany Porter                                                               | 100m horden (v)          | 10e       | serie 1: 3de in 12,79 halve finale 2: 4de in 12,79                              |
| Eilidh Child                                                                 | 400m horden (v)          | 17e       | serie 1: 3de in 56,14 halve finale 3: 7de in 56,03                              |
| Perri Shakes-Drayton                                                         | 400m horden (v)          | 10e       | serie 5: 1ste in 54,62 halve finale 2: 3de in 55,19                             |
| Eilish McColgan                                                              | 3000m steeplechase (v)   | 33e       | serie 3: 9de in 9.54,36                                                         |
| Barbara Parker                                                               | 3000m steeplechase (v)   | 17e       | serie 1: 6de in 9.32,07                                                         |
| Eilidh Child Shana Cox Lee McConnell Christine Ohuruogu Perri Shakes-Drayton | 4x400m (v)               | 5e        | serie 2: 2de in 3.25,05 finale: 5de met 3.24,76                                 |
| Claire Hallissey                                                             | marathon (v)             | 57e       | 2:35.39                                                                         |
| Freya Murray                                                                 | marathon (v)             | 44e       | 2:32.14                                                                         |
| Mara Yamauchi                                                                | marathon (v)             | DNF       | niet gefinisht                                                                  |
| Johanna Jackson                                                              | 20km snelwandelen (v)    | DSQ       | gediskwalificeerd                                                               |
| Shara Proctor                                                                | verspringen (v)          | 9e        | kwalificatie groep A: 1ste met 6,83m finale: 9de met 6,55m                      |
| Yamilé Aldama                                                                | hink-stap-springen (v)   | 5e        | kwalificatie groep A: 2de met 14,45m finale: 5de met 14,48m                     |
| Holly Bleasdale                                                              | polsstokhoogspringen (v) | 6e        | kwalificatie groep A: 4de met 4,55m finale: 6de met 4,45m                       |
| Kate Dennison                                                                | polsstokhoogspringen (v) | 26e       | kwalificatie groep B: 12de met 4,25m                                            |
| Sophie Hitchon                                                               | kogelslingeren (m)       | 12e       | kwalificatie groep A: 4de met 71,98m (NR) finale: 12de met 69,33m               |
| Goldie Sayers                                                                | speerwerpen (v)          | DNF       | kwalificatie groep A: geen geldige worp                                         |
| Jessica Ennis                                                                | zevenkamp (v)            | Goud      | 6955 punten                                                                     |
| Louise Hazel                                                                 | zevenkamp (v)            | 27e       | 5856 punten                                                                     |
| Katarina Johnson-Thompson                                                    | zevenkamp (v)            | 15e       | 6267 punten                                                                     |

Paula Radcliffe trok zich terug voor de marathon, vanwege een voetblessure.

### Badminton
| Olympiër                    | Onderdeel      | Resultaat | Prestatie |
| --------------------------- | -------------- | --------- | --- |
| Rajiv Ouseph                | enkelspel (m)  | 17e       | groep M: 2de W van SWE Hurskainen: 22-20,17-21,21-15 V van GUA Cordon: 21-12,17-21,19-21                                                  |
|                             |                |           | |
| Susan Egelstaff             | enkelspel (v)  | 17e       | groep H: 2de W van SLO Tvrdy: 21-15,21-10 V van JPN Sato: 21-18,16-21,12-21                                                               |
|                             |                |           | |
| Chris Adcock Imogen Bankier | dubbelspel (g) | 13e       | groep A: 4de V van RUS Nikolaenko/Sorokina: 21-14,9-21,18-21 V van GER Fuchs/Michels: 21-11,14-21,17-21 V van CHN Zhang/Zhao: 13-21,14-21 |

### Basketbal

#### Mannen
| Olympiër | Onderdeel | Resultaat | Prestatie |
| --- | --------- | --------- | --- |
| Kieron Achara Robert Archibald Eric Boateng Daniel Clark Luol Deng Joel Freeland Kyle Johnson Andrew Lawrence Mike Lenzly Pops Mensah-Bonsu Nate Reinking Andrew Sullivan | mannen    | 9e        | groep B: 5de V van Rusland: 75-95 V van Brazilië: 62-67 V van Spanje: 78-79 V van Australië: 75-106 W van China: 90-58 |

| Groep B |                  |             |             |             |            |            |            |        |
| #       | Land             | Wedstrijden | Wedstrijden | Wedstrijden | Doelpunten | Doelpunten | Doelpunten | Punten |
| #       | Land             | G           | W           | V           | V          | T          | Saldo      | Punten |
| 1       | Rusland          | 5           | 4           | 1           | 400        | 359        | +41        | 9      |
| 2       | Brazilië         | 5           | 4           | 1           | 402        | 349        | +53        | 9      |
| 3       | Spanje           | 5           | 3           | 2           | 414        | 394        | +20        | 8      |
| 4       | Australië        | 5           | 3           | 2           | 410        | 373        | +37        | 8      |
| 5       | Groot-Brittannië | 5           | 1           | 4           | 380        | 405        | -25        | 6      |
| 6       | China            | 5           | 0           | 5           | 313        | 439        | -126       | 5      |

| Ronde      | Datum  | Plaats           | Land   | Score            | Land |
| ---------- | ------ | ---------------- | ------ | ---------------- | ---- |
| Groepsfase |        |                  |        |                  |      |
| 29 juli    | Londen | Rusland          | 95-75  | Groot-Brittannië |      |
| 31 juli    | Londen | Groot-Brittannië | 62-67  | Brazilië         |      |
| 2 augustus | Londen | Spanje           | 79-78  | Groot-Brittannië |      |
| 4 augustus | Londen | Groot-Brittannië | 75-106 | Australië        |      |
| 6 augustus | Londen | Groot-Brittannië | 90-58  | China            |      |

#### Vrouwen
| Olympiër | Onderdeel | Resultaat | Prestatie |
| --- | --------- | --------- | --- |
| Dominique Allen Rose Anderson Kim Butler Stef Collins Temi Fagbenie Chantelle Handy Jo Leedham Julie Page Natalie Stafford Azania Stewart Rachael Vanderwal Jenaya Wade-Fraye | vrouwen   | 11e       | groep B: 6de V van Australië: 58-74 W van Canada: 65-73 W van Rusland: 61-67 V van Frankrijk: 77-80 V van Brazilië: 66-78 |

| Groep A |                  |             |             |             |            |            |            |        |
| #       | Land             | Wedstrijden | Wedstrijden | Wedstrijden | Doelpunten | Doelpunten | Doelpunten | Punten |
| #       | Land             | G           | W           | V           | V          | T          | Saldo      | Punten |
| 1       | Frankrijk        | 5           | 5           | 0           | 356        | 319        | +37        | 10     |
| 2       | Australië        | 5           | 4           | 1           | 353        | 322        | +31        | 9      |
| 3       | Rusland          | 5           | 3           | 2           | 314        | 308        | +6         | 8      |
| 4       | Canada           | 5           | 2           | 3           | 328        | 332        | −4         | 7      |
| 5       | Brazilië         | 5           | 1           | 4           | 329        | 354        | −25        | 6      |
| 6       | Groot-Brittannië | 5           | 0           | 5           | 327        | 372        | −45        | 5      |

| Ronde      | Datum  | Plaats           | Land  | Score            | Land |
| ---------- | ------ | ---------------- | ----- | ---------------- | ---- |
| Groepsfase |        |                  |       |                  |      |
| 28 juli    | Londen | Australië        | 74-58 | Groot-Brittannië |      |
| 30 juli    | Londen | Groot-Brittannië | 65-73 | Canada           |      |
| 1 augustus | Londen | Groot-Brittannië | 61-67 | Rusland          |      |
| 3 augustus | Londen | Frankrijk        | 80-77 | Groot-Brittannië |      |
| 5 augustus | Londen | Groot-Brittannië | 66-78 | Brazilië         |      |

### Boksen
| Olympiër          | Onderdeel | Resultaat | Prestatie |
| ----------------- | --------- | --------- | --- |
| Andrew Selby      | -49kg (m) | 5e        | 1ste ronde: vrij 2de ronde: W van KAZ Suleimenov: 19-15 kwartfinale: V van CUB Ramirez: 11-16                                                                                               |
| Luke Campbell     | -56kg (m) | Goud      | 1ste ronde: vrij 2de ronde: W van ITA Parrinello: 11-9 kwartfinale: W van BUL Delakliev: 16-15 halve finale: W van JPN Shimizu: 20-11 finale: W van IRL Nevin: 14-11                        |
| Josh Taylor       | -60kg (m) | 9e        | 1ste ronde: W van BRA Conceicao: 16-9 2de ronde: V van ITA Valentino: 10-15 |
| Tom Stalker       | -64kg (m) | 5e        | 1ste ronde: vrij 2de ronde: W van IND Kumar: 20-15 kwartfinale: V van MGL Mönkh-Erdene: 22-23                                                                                               |
| Fred Evans        | -69kg (m) | Zilver    | 1ste ronde: W van ALG Abbadi: 18-10 2de ronde: W van LTU Kavaliauskas: 11-7 kwartfinale: W van CAN Clayton: 14-14 halve finale: W van UKR Shelestyuk: 11-10 finale: V van KAZ Sapijev: 9-17 |
| Anthony Ogogo     | -75kg (m) | Brons     | 1ste ronde: W van DOM Castillo: 13-6 2de ronde: W van UKR Khytrov: 18-18 kwartfinale: W van GER Härtel: 15-10 halve finale: V van BRA Florentino: 9-16                                      |
| Anthony Joshua    | +91kg (m) | Goud      | 1ste ronde: W van CUB Savon: 17-16 kwartfinale: W van CHN Zhang: 15-11 halve finale: W van KAZ Dychko: 13-11 finale: W van ITA Cammarelle: 18-18                                            |
|                   |           |           | |
| Nicola Adams      | -51kg (v) | Goud      | 1ste ronde: vrij kwartfinale: W van BUL Petrova: 16-7 halve finale: W van IND Kom: 11-6 finale: W van CHN Ren: 16-7                                                                         |
| Natasha Jonas     | -60kg (v) | 5e        | 1ste ronde: W van USA Underwood: 21-13 kwartfinale: V van IRL Taylor: 15-26 |
| Savannah Marshall | -75kg (v) | 5e        | 1ste ronde: vrij kwartfinale: V van KAZ Volnova: 12-16 |

### Boogschieten
| Olympiër                                   | Onderdeel       | Resultaat | Prestatie |
| ------------------------------------------ | --------------- | --------- | --- |
| Larry Godfrey                              | individueel (m) | 9e        | plaatsingsronde: 4de met 680 punten 1ste ronde: W van BAN Milon: 6-0 2de ronde: W van MEX Serrano: 7-1 3de ronde: V van MAS Mohamed: 5-6 |
| Simon Terry                                | individueel (m) | 17e       | plaatsingsronde: 50ste met 654 punten 1ste ronde: W van JPN Ishizu: 7-1 2de ronde: V van MDA Olaru: 1-7                                  |
| Alan Wills                                 | individueel (m) | 33e       | plaatsingsronde: 42ste met 660 punten 1ste ronde: V van AUS Worth: 5-6                                                                   |
| Larry Godfrey Simon Terry Alan Wills       | team (m)        | 9e        | plaatsingsronde: 8ste met 1994 punten 1ste ronde: V van Oekraïne: 212-223                                                                |
|                                            |                 |           | |
| Naomi Folkard                              | individueel (m) | 17e       | plaatsingsronde: 42ste met 637 punten 1ste ronde: W van RUS Timofeeva: 6-4 2de ronde: V van MEX Avitia: 2-6                              |
| Amy Oliver                                 | individueel (m) | 17e       | plaatsingsronde: 57ste met 608 punten 1ste ronde: W van IND Kumari: 6-2 2de ronde: V van INA Rochmawati: 1-7                             |
| Alison Williamson                          | individueel (m) | 33e       | plaatsingsronde: 47ste met 629 punten 1ste ronde: V van MGL Urantungalag: 3-7                                                            |
| Naomi Folkard Amy Oliver Alison Williamson | team (v)        | 9e        | plaatsingsronde: 11de met 1874 punten 1ste ronde: V van Rusland: 208-215                                                                 |

### Gewichtheffen
| Olympiër        | Onderdeel | Resultaat | Prestatie                                                     |
| --------------- | --------- | --------- | ------------------------------------------------------------- |
| Gareth Evans    | -69kg (m) | 17e       | trekken: 17de met 130kg stoten: 17de met 158kg totaal: 288kg  |
| Jack Oliver     | -77kg (m) | 10e       | trekken: 11de met 140kg stoten: 10de met 170kg totaal: 310kg  |
| Peter Kirkbride | -94kg (m) | 16e       | trekken: 20ste met 138kg stoten: 15de met 190kg totaal: 328kg |
|                 |           |           |                                                               |
| Zoe Smith       | -58kg (v) | 12e       | trekken: 15de met 90kg stoten: 11de met 121kg totaal: 211kg   |
| Natasha Perdue  | -69kg (v) | 12e       | trekken: 13de met 92kg stoten: 12de met 113kg totaal: 205kg   |

### Gymnastiek
| Olympiër                                                                                | Onderdeel                | Resultaat            | Prestatie |
| Ritmische gymnastiek                                                                    | Ritmische gymnastiek     | Ritmische gymnastiek | Ritmische gymnastiek |
| --------------------------------------------------------------------------------------- | ------------------------ | -------------------- | --- |
| Francesca Jones                                                                         | individueel (v)          | 24e                  | kwalificatie: 24ste hoepel: 24,200 punten bal: 24,550 punten knots: 21,975 punten lint: 23,900 punten totaal: 94,625 punten |
| Georgina Cassar Jade Faulkner Francesca Fox Lynne Hutchison Louisa Pouli Rachel Smithre | team                     | 12e                  | kwalificatie: 12de 5 ballen: 24,150 punten 2 hoepels, 3 linten: 23,850 punten totaal: 48 punten |
| Trampoline                                                                              |                          |                      | |
| Katherine Driscoll                                                                      | vrouwen                  | 9e                   | kwalificatie: 9de met 100,985 punten |
| Turnen                                                                                  |                          |                      | |
| Louis Smith                                                                             | paard voltige (m)        | Zilver               | kwalificatie: 1ste met 15,800 punten finale: 2de met 16,066 punten |
| Max Whitlock                                                                            | paard voltige (m)        | Brons                | kwalificatie: 8ste met 14,900 punten finale: 3de met 15,600 punten |
| Daniel Purvis                                                                           | individuele meerkamp (m) | 13e                  | kwalificatie: 10de vloer: 15,200 punten paard voltige: 13,400 punten ringen: 15,033 punten sprong: 16,100 punten brug met gelijke leggers: 14,733 punten rekstok: 14,733 punten totaal: 89,199 punten finale: 13de vloer: 15,166 punten paard voltige: 14,266 punten ringen: 14,800 punten sprong: 16 punten brug met gelijke leggers: 13,600 punten rekstok: 14.500 punten totaal: 88,332 punten |
| Kristian Thomas                                                                         | individuele meerkamp (m) | 7e                   | kwalificatie: 5de vloer: 15,366 punten paard voltige: 14,133 punten ringen: 14,566 punten sprong: 16,200 punten brug met gelijke leggers: 14,625 punten rekstok: 15,366 punten totaal: 90,256 punten finale: 7de vloer: 15,566 punten paard voltige: 14,566 punten ringen: 14,633 punten sprong: 14,908 punten brug met gelijke leggers: 14,733 punten rekstok: 15 punten totaal: 89,406 punten   |
| Kristian Thomas                                                                         | sprong (m)               | 8e                   | kwalificatie: 5de met 15,983 punten finale: 8ste met 15,533 punten |
| Sam Oldham Daniel Purvis Louis Smith Kristian Thomas Max Whitlock                       | meerkamp team (m)        | Brons                | kwalificatie: 3de met 272,420 punten finale: 3de met 271,711 punten |
|                                                                                         |                          |                      | |
| Elizabeth Tweddle                                                                       | brug (v)                 | Brons                | kwalificatie: 1ste met 16,133 punten finale: 3de met 15,916 punten |
| Jennifer Pinches                                                                        | individuele meerkamp (v) | 21e                  | kwalificatie: 21ste vloer: 14,100 punten sprong: 14,366 punten brug met ongelijke leggers: 13,700 punten balk: 13,100 punten totaal: 55,266 punten |
| Rebecca Tunney                                                                          | individuele meerkamp (v) | 13e                  | kwalificatie: 15de vloer: 14 punten sprong: 14,400 punten brug met ongelijke leggers: 14,825 punten balk: 13,166 punten totaal: 56,391 punten finale: 13de vloer: 13,933 punten sprong: 14,866 punten brug met ongelijke leggers: 15 punten balk: 13,133 punten totaal: 56,392 punten |
| Hannah Whelan                                                                           | individuele meerkamp (v) | 24e                  | kwalificatie: 17de vloer: 13,933 punten sprong: 14.500 punten brug met ongelijke leggers: 14,200 punten balk: 13,066 punten totaal: 55,699 punten finale: 24ste vloer: 14,133 punten sprong: 0,000 punten brug met ongelijke leggers: 14,166 punten balk: 13,700 punten totaal: 41,999 punten |
| Imogen Cairns Jennifer Pinches Rebecca Tunney Elizabeth Tweddle Hannah Whelan           | meerkamp team (v)        | 6e                   | kwalificatie: 5de met 170,656 punten finale: 6de met 170,495 punten |

### Handbal

#### Mannen
| Olympiër | Onderdeel | Resultaat | Prestatie |
| --- | --------- | --------- | --- |
| Sebastian Edgar Robin Garnham Martin Hare Mark Hawkins Steven Larsson Christopher McDermott Daniel McMillan Chris Mohr Jesper Parker John Pearce Sebastian Prieto Gawain Vincent Robert White Ciaran Williams | mannen    | 12e       | groep A: 6de V van Frankrijk: 15-44 V van Zweden: 19-41 V van Argentinië: 21-32 V van Tunesië: 17-34 V van IJsland: 24-41 |

| Groep A |                  |             |             |             |             |            |            |            |        |
| #       | Land             | Wedstrijden | Wedstrijden | Wedstrijden | Wedstrijden | Doelpunten | Doelpunten | Doelpunten | Punten |
| #       | Land             | G           | W           | G           | V           | V          | T          | Saldo      | Punten |
| 1       | IJsland          | 5           | 5           | 0           | 0           | 167        | 132        | +35        | 10     |
| 2       | Frankrijk        | 5           | 4           | 1           | 0           | 159        | 110        | +49        | 8      |
| 3       | Zweden           | 5           | 3           | 0           | 2           | 156        | 115        | +41        | 6      |
| 4       | Tunesië          | 5           | 2           | 0           | 3           | 121        | 125        | -4         | 4      |
| 5       | Argentinië       | 5           | 1           | 0           | 4           | 113        | 138        | -25        | 2      |
| 6       | Groot-Brittannië | 5           | 0           | 0           | 5           | 96         | 182        | -86        | 0      |

| Ronde      | Datum  | Plaats           | Land  | Score            | Land |
| ---------- | ------ | ---------------- | ----- | ---------------- | ---- |
| Groepsfase |        |                  |       |                  |      |
| 29 juli    | Londen | Frankrijk        | 44-15 | Groot-Brittannië |      |
| 31 juli    | Londen | Groot-Brittannië | 19-41 | Zweden           |      |
| 2 augustus | Londen | Groot-Brittannië | 21-32 | Argentinië       |      |
| 4 augustus | Londen | Tunesië          | 34-17 | Groot-Brittannië |      |
| 6 augustus | Londen | IJsland          | 41-24 | Groot-Brittannië |      |

#### Vrouwen
| Olympiër | Onderdeel | Resultaat | Prestatie |
| --- | --------- | --------- | --- |
| Lyn Byl Kelsi Fairbrother Kathryn Fudge Marie Gerbron Britt Goodwin Sarah Hargreaves Nina Heglund Louise Jukes Holly Lam-Moores Yvonne Leuthold Jane Mayes Lynn McCafferty Ewa Palies Zoe van der Weel | vrouwen   | 12de      | groep A: 6de V van Montenegro: 19-31 V van Rusland: 16-37 V van Brazilië: 17-30 V van Angola: 25-31 V van Kroatië: 14-37 |

| Groep A |                  |             |             |             |             |            |            |            |        |
| #       | Land             | Wedstrijden | Wedstrijden | Wedstrijden | Wedstrijden | Doelpunten | Doelpunten | Doelpunten | Punten |
| #       | Land             | G           | W           | G           | V           | V          | T          | Saldo      | Punten |
| 1       | Brazilië         | 5           | 4           | 1           | 0           | 137        | 122        | +15        | 8      |
| 2       | Kroatië          | 5           | 4           | 0           | 1           | 145        | 115        | +30        | 8      |
| 3       | Rusland          | 5           | 3           | 1           | 1           | 151        | 125        | +26        | 7      |
| 4       | Montenegro       | 5           | 2           | 1           | 2           | 137        | 123        | +14        | 5      |
| 5       | Angola           | 5           | 1           | 0           | 4           | 132        | 142        | -10        | 2      |
| 6       | Groot-Brittannië | 5           | 0           | 0           | 5           | 91         | 166        | -75        | 0      |

| Ronde      | Datum  | Plaats           | Land  | Score            | Land |
| ---------- | ------ | ---------------- | ----- | ---------------- | ---- |
| Groepsfase |        |                  |       |                  |      |
| 28 juli    | Londen | Montenegro       | 31-19 | Groot-Brittannië |      |
| 30 juli    | Londen | Groot-Brittannië | 16-37 | Rusland          |      |
| 1 augustus | Londen | Groot-Brittannië | 17-30 | Brazilië         |      |
| 3 augustus | Londen | Angola           | 31-25 | Groot-Brittannië |      |
| 5 augustus | Londen | Kroatië          | 37-14 | Groot-Brittannië |      |

### Hockey

#### Mannen
| Olympiër | Onderdeel | Resultaat | Prestatie |
| --- | --------- | --------- | --- |
| Nicholas Catlin Jonathan Clarke Matt Daly James Fair Daniel Fox Benjamin Hawes Ashley Jackson Glenn Kirkham Iain Lewers Iain Mackay Harry Martin Barry Middleton Rob Moore Richard Smith James Tindall Alastair Wilson | mannen    | 4e        | groep A: 2de W van Argentinië: 4-1 G van Zuid-Afrika: 2-2 W van Pakistan: 4-1 G van Australië: 3-3 G van Spanje: 1-1 halve finale: V van Nederland: 2-9 bronzen finale: V van Australië: 1-3 |

| Groep A |                  |             |             |             |             |            |            |            |        |
| #       | Land             | Wedstrijden | Wedstrijden | Wedstrijden | Wedstrijden | Doelpunten | Doelpunten | Doelpunten | Punten |
| #       | Land             | G           | W           | G           | V           | V          | T          | Saldo      | Punten |
| 1       | Australië        | 5           | 3           | 2           | 0           | 23         | 5          | +18        | 11     |
| 2       | Groot-Brittannië | 5           | 2           | 3           | 0           | 14         | 8          | +6         | 9      |
| 3       | Spanje           | 5           | 2           | 2           | 1           | 8          | 10         | −2         | 8      |
| 4       | Pakistan         | 5           | 2           | 1           | 2           | 9          | 16         | −7         | 7      |
| 5       | Argentinië       | 5           | 1           | 1           | 3           | 10         | 14         | −4         | 4      |
| 6       | Zuid-Afrika      | 5           | 0           | 1           | 4           | 11         | 22         | −11        | 1      |

| Ronde          | Datum  | Plaats           | Land | Score            | Land |
| -------------- | ------ | ---------------- | ---- | ---------------- | ---- |
| Groepsfase     |        |                  |      |                  |      |
| 30 juli        | Londen | Groot-Brittannië | 4-1  | Argentinië       |      |
| 1 augustus     | Londen | Zuid-Afrika      | 2-2  | Groot-Brittannië |      |
| 3 augustus     | Londen | Groot-Brittannië | 4-1  | Pakistan         |      |
| 5 augustus     | Londen | Groot-Brittannië | 3-3  | Australië        |      |
| 7 augustus     | Londen | Spanje           | 1-1  | Groot-Brittannië |      |
| Halve finale   |        |                  |      |                  |      |
| 9 augustus     | Londen | Nederland        | 9-2  | Groot-Brittannië |      |
| Bronzen finale |        |                  |      |                  |      |
| 11 augustus    | Londen | Australië        | 3-1  | Groot-Brittannië |      |

#### Vrouwen
| Olympiër | Onderdeel | Resultaat | Prestatie |
| --- | --------- | --------- | --- |
| Ashleigh Ball Laura Bartlett Crista Cullen Alexandra Danson Hannah Macleod Emily Maguire Anne Panter Helen Richardson Chloe Rogers Beth Storry Sarah Thomas Georgie Twigg Laura Unsworth Kate Walsh Sally Walton Nicola White | vrouwen   | Brons     | groep A: 2de W van Japan: 4-0 W van Zuid-Korea: 5-3 W van België: 3-0 V van China: 1-2 V van Nederland: 1-2 halve finale: V van Argentinië: 1-2 bronzen finale: W van Nieuw-Zeeland: 3-1 |

| Groep A |                  |             |             |             |             |            |            |            |        |
| #       | Land             | Wedstrijden | Wedstrijden | Wedstrijden | Wedstrijden | Doelpunten | Doelpunten | Doelpunten | Punten |
| #       | Land             | G           | W           | G           | V           | V          | T          | Saldo      | Punten |
| 1       | Nederland        | 5           | 5           | 0           | 0           | 12         | 5          | +7         | 15     |
| 2       | Groot-Brittannië | 5           | 3           | 0           | 2           | 14         | 7          | +7         | 9      |
| 3       | China            | 5           | 2           | 1           | 2           | 6          | 3          | +3         | 7      |
| 4       | Zuid-Korea       | 5           | 2           | 0           | 3           | 9          | 13         | -4         | 6      |
| 5       | Japan            | 5           | 1           | 1           | 3           | 4          | 9          | -5         | 4      |
| 6       | België           | 5           | 0           | 2           | 3           | 2          | 10         | -8         | 2      |

| Ronde          | Datum  | Plaats           | Land | Score            | Land |
| -------------- | ------ | ---------------- | ---- | ---------------- | ---- |
| Groepsfase     |        |                  |      |                  |      |
| 29 juli        | Londen | Groot-Brittannië | 4-0  | Japan            |      |
| 31 juli        | Londen | Groot-Brittannië | 5-3  | Zuid-Korea       |      |
| 2 augustus     | Londen | België           | 0-3  | Groot-Brittannië |      |
| 4 augustus     | Londen | China            | 2-1  | Groot-Brittannië |      |
| 6 augustus     | Londen | Groot-Brittannië | 1-2  | Nederland        |      |
| Halve finale   |        |                  |      |                  |      |
| 8 augustus     | Londen | Argentinië       | 2-1  | Groot-Brittannië |      |
| Bronzen finale |        |                  |      |                  |      |
| 10 augustus    | Londen | Nieuw-Zeeland    | 1-3  | Groot-Brittannië |      |

### Judo
| Olympiër                | Onderdeel  | Resultaat | Prestatie |
| ----------------------- | ---------- | --------- | --- |
| Ashley McKenzie         | -60kg (m)  | 17e       | 1ste ronde: vrij 2de ronde: V van JPN Hiraoka: ippon |
| Colin Oates             | -66kg (m)  | 7e        | 1ste ronde: vrij 2de ronde: W van AUS Dos Santos: yuko 3de ronde: W van MGL Tsagaanbaatar: yuko kwartfinale: V van GEO Shavdatuashvili: ippon herkansingen: V van KOR Cho: yuko                          |
| Daniel Williams         | -73kg (m)  | 17e       | 1ste ronde: vrij 2de ronde: V van TJK Boqiev: ippon |
| Euan Burton             | -81kg (m)  | 17e       | 1ste ronde: vrij 2de ronde: V van CAN Valois-Fortier: ippon |
| Winston Gordon          | -90kg (m)  | 9e        | 1ste ronde: W van CAN Emond: ippon 2de ronde: V van RUS Denisov: yuko |
| James Austin            | -100kg (m) | 17e       | 1ste ronde: V van JPN Anai waza-ari |
| Christopher Sherrington | +100kg (m) | 9e        | 1ste ronde: W van AUS Andrewartha: ippon 2de ronde: V van RUS Mikhaylin: yuko |
|                         |            |           | |
| Kelly Edwards           | -48kg (v)  | 9e        | 1ste ronde: vrij 2de ronde: V van JPN Fukumi: waza-ari |
| Sophie Cox              | -52kg (v)  | 17e       | 1ste ronde: V van PRK An: yuko |
| Sarah Clark             | -57kg (v)  | 17e       | 1ste ronde: V van FRA Pavia: waza-ari |
| Gemma Howell            | -63kg (v)  | 17e       | 1ste ronde: V van FRA Emane: ippon |
| Sally Conway            | -70kg (v)  | 9e        | 1ste ronde: W van CHA Ngarlemdana: ippon 2de ronde: V van NED Bosch: waza-ari |
| Gemma Gibbons           | -78kg (v)  | Zilver    | 1ste ronde: W van POR Ramirez: ippon 2de ronde: W van MGL Lkhamdegd: yuko kwartfinale: W van NED Verkerk: waza-ari halve finale: W van FRA Tcheuméo: ippon finale: V van USA Harrison: yuko              |
| Karina Bryant           | +78kg (v)  | Brons     | 1ste ronde: W van ALG Asselah: ippon 2de ronde: W van SLO Polavder: yuko kwartfinale: W van KAZ Issanova: waza-ari halve finale: V van JPN Sugimoto: yuko bronzen finale: W van UKR Kindzerska: waza-ari |

### Kanovaren
| Olympiër                                                   | Onderdeel     | Resultaat | Prestatie                                                                           |
| Slalom                                                     | Slalom        | Slalom    | Slalom                                                                              |
| ---------------------------------------------------------- | ------------- | --------- | ----------------------------------------------------------------------------------- |
| David Florence                                             | C-1 (m)       | 10e       | voorronde: 5de in 93,04 halve finale: 10e in 106,16                                 |
| Timothy Baillie Etienne Stott                              | C-2 (m)       | Goud      | voorronde: 4de in 100,44 halve finale: 6de in 110,78 finale: 1ste in 106,41         |
| David Florence Richard Hounslow                            | C-2 (m)       | Zilver    | voorronde: 7de in 101,08 halve finale: 1ste in 108,93 finale: 2de in 106,77         |
| Richard Hounslow                                           | K-1 (m)       | 12e       | voorronde: 11de in 89,12 halve finale: 12de in 104,30                               |
|                                                            |               |           |                                                                                     |
| Elizabeth Neave                                            | K-1 (v)       | 12e       | voorronde: 2de in 98,92 halve finale: 12de in 117,30                                |
| Vlakwater                                                  |               |           |                                                                                     |
| Richard Jefferies                                          | C-1 200m (m)  | 17e       | serie 2: 3de in 42,516 halve finale 3: 6de in 43,213                                |
| Richard Jefferies                                          | C-1 1000m (m) | 15e       | serie 3: 5de in 4.48,511 halve finale 2: 8ste in 4.49,874 finale B: 7de in 4.42,992 |
| Ed McKeever                                                | K-1 200m (m)  | Goud      | serie 2: 1ste in 35,087 halve finale 2: 1ste in 35,619 finale: 1ste in 36,246       |
| Tim Brabants                                               | K-1 1000m (m) | 8e        | serie 1: 5de in 3.31,869 halve finale 1: 4de in 3.30,769 finale: 8ste in 3.34,833   |
| Liam Heath Jon Schofield                                   | K-2 200m (m)  | Brons     | serie 2: 2de in 33,364 halve finale 1: 2de in 32,940 finale: 3de in 34,421          |
|                                                            |               |           |                                                                                     |
| Jessica Walker                                             | K-1 200m (v)  | 7e        | serie 2:' 4de in 42,388 halve finale 2: 2de in 41,734 finale: 7de in 46,161         |
| Rachel Cawthorn                                            | K-1 500m (v)  | 6e        | serie 4: 1ste in 1.53,491 halve finale 3: 2de in 1.52,542 finale: 6de in 1.53,345   |
| Abigail Edmonds Louisa Sawers                              | K-2 500m (v)  | 11e       | serie 1: 5de in 1.46,564 halve finale 1: 7de in 1.46,025 finale B: 3de in 1.46,341  |
| Rachel Cawthorn Angela Hannah Louisa Sawers Jessica Walker | K-4 500m (v)  | 5e        | serie 1: 2de in 1.37,255 halve finale: 4de in 1.32,550 finale: 5de in 1.33,055      |

### Moderne vijfkamp
| Olympiër        | Onderdeel | Resultaat | Prestatie   |
| --------------- | --------- | --------- | ----------- |
| Sam Weale       | mannen    | 13e       | 5664 punten |
| Nick Woodbridge | mannen    | 10e       | 5716 punten |
|                 |           |           |             |
| Samantha Murray | vrouwen   | Zilver    | 5356 punten |
| Mhairi Spence   | vrouwen   | 21e       | 5052 punten |

### Paardensport
| Olympiër                                                         | Onderdeel   | Resultaat | Prestatie |
| Dressuur                                                         | Dressuur    | Dressuur  | Dressuur |
| ---------------------------------------------------------------- | ----------- | --------- | --- |
| Laura Bechtolsheimer op "Mistral Hojris"                         | individueel | Brons     | Grand Prix: 7de met 76,839% Grand Prix Special: 5de met 77,794% Grand Prix finale: 3de met 84,339%                                                                                   |
| Richard Davison op "Hiscox Artemis"                              | individueel | 26e       | Grand Prix: 18de met 72,812% Grand Prix Special: 26ste met 70,524% |
| Charlotte Dujardin op "Valegro"                                  | individueel | Goud      | Grand Prix: 1ste met 83,663% Grand Prix Special: 1ste met 83,286% Grand Prix final: 1ste met 90,089%                                                                                 |
| Carl Hester op "Utopia"                                          | individueel | 5e        | Grand Prix: 5de met 77,720% Grand Prix Special: 3de met 80,571% Grand Prix finale: 5de met 82,857%                                                                                   |
| Laura Bechtolsheimer Charlotte Dujardin Carl Hester              | team        | Goud      | Grand Prix: 1ste met 79,407% Grand Prix Special: 1ste met 80,550% totaal: 1ste met 79,979%                                                                                           |
| Eventing                                                         |             |           | |
| Kristina Cook op "Miners Frolic"                                 | individueel | 6e        | dressuur: 42 strafpunten crosscountry: 0 strafpunten jumping: 1 strafpunt jumping finale: 8 strafpunten totaal: 51 strafpunten                                                       |
| William Fox-Pitt op "Lionheart"                                  | individueel | 15e       | dressuur: 44,10 strafpunten crosscountry: 9,20 strafpunten jumping: 0 strafpunten totaal: 53,30 strafpunten                                                                          |
| Mary King op "Imperial Cavalier"                                 | individueel | 5e        | dressuur: 40,90 strafpunten crosscountry: 1,20 strafpunten jumping: 0 strafpunten jumping finale: 8 strafpunten totaal: 50,10 strafpunten                                            |
| Zara Phillips op "High Kingdom"                                  | individueel | 8e        | dressuur: 46,10 strafpunten crosscountry: 0 strafpunten jumping: 7 strafpunten jumping finale: 0 strafpunten totaal: 53 strafpunten                                                  |
| Nicola Wilson op "Opposition Buzz"                               | individueel | 19e       | dressuur: 51,70 strafpunten crosscountry: 0 strafpunten jumping: 4 strafpunten totaal: 55,70 strafpunten                                                                             |
| Tina Cook William Fox-Pitt Mary King Zara Phillips Nicola Wilson | team        | Zilver    | dressuur: 127 strafpunten crosscountry: 3,20 strafpunten jumping: 8 strafpunten totaal: 138,20 strafpunten                                                                           |
| Springconcours                                                   |             |           | |
| Scott Brash op "Hello Sanetos"                                   | individueel | 5e        | kwalificatie: ronde 1: 4 strafpunten ronde 2: 4 strafpunten ronde 3: 0 strafpunten totaal: 8 strafpunten finale: ronde A: 0 strafpunten ronde B: 4 strafpunten totaal: 4 strafpunten |
| Peter Charles op "Vindicat W"                                    | individueel | 65e       | kwalificatie: ronde 1: 10 strafpunten totaal: 10 strafpunten |
| Ben Maher op "Triple X III"                                      | individueel | 9e        | kwalificatie: ronde 1: 0 strafpunten ronde 2: 0 strafpunten ronde 3: 4 strafpunten totaal: 4 strafpunten finale: ronde A: 4 strafpunten ronde B: 4 strafpunten totaal: 8 strafpunten |
| Nick Skelton op "Big Star"                                       | individueel | 5e        | kwalificatie: ronde 1: 0 strafpunten ronde 2: 0 strafpunten ronde 3: 0 strafpunten totaal: 0 strafpunten finale: ronde A: 0 strafpunten ronde B: 4 strafpunten totaal: 4 strafpunten |
| Scott Brash Peter Charles Ben Maher Nick Skelton                 | team        | Goud      | ronde A: 2 strafpunten ronde B: 4 strafpunten jump-off: 0 strafpunten totaal: 0 strafpunten                                                                                          |

### Roeien
| Olympiër | Onderdeel              | Resultaat | Prestatie |
| --- | ---------------------- | --------- | --- |
| Alan Campbell | skiff (m)              | Brons     | serie 5: 1ste in 6.47,62 kwartfinale 2: 1ste in 6.52,10 halve finale 2: 2de in 7.18,92 finale: 3de in 7.03,28 |
| Mark Hunter Zac Purchase | lichte dubbel-twee (m) | Zilver    | serie 2: 1ste in 6.36,29 halve finale 2: 1ste in 6.36,62 finale: 2de in 6.37,78                               |
| Bill Lucas Sam Townsend | dubbel-twee (m)        | 5e        | serie 3: 2de in 6.11,94 halve finale 2: 3de in 6.22,47 finale: 5de in 6.40,54                                 |
| George Nash William Satch | twee-zonder (m)        | Brons     | serie 3: 1ste in 6.16,58 halve finale 2: 1ste in 6.56,46 finale: 3de in 6.21,77                               |
| Charles Cousins Stephen Rowbotham Tom Solesbury Matthew Wells                                                                              | dubbel-vier (m)        | 5e        | serie 3: 2de in 5.41,75 halve finale 1: 3de in 6.05,32 finale: 5de in 5.49,14                                 |
| Chris Bartley Peter Chambers Richard Chambers Rob Williams                                                                                 | lichte vier-zonder (m) | Zilver    | serie 2: 1ste in 5.49,29 halve finale 1: 1ste in 5.59,68 finale: 2de in 6.03,09                               |
| Alex Gregory Tom James Pete Reed Andrew Triggs-Hodge                                                                                       | vier-zonder (m)        | Goud      | serie 2: 1ste in 5.50,27 halve finale 1: 1ste in 5.58,26 finale: 1ste in 6.03,97                              |
| Richard Egington James Foad Phelan Hill Matt Langridge Constantine Louloudis Alex Partridge Tom Ransley Mohamed Sbihi Greg Searle          | acht (m)               | Brons     | serie 2: 2de in 5.27,61 herkansingen: 1ste in 5.26,85 finale: 3de in 5.52,18                                  |
| |                        |           | |
| Katherine Copeland Sophie Hosking | lichte dubbel-twee (v) | Goud      | serie 1: 1ste in 6.56,97 halve finale 1: 1ste in 7.05,90 finale: 1ste in 7.09,30                              |
| Katherine Grainger Anna Watkins | dubbel-twee (v)        | Goud      | serie 1: 1ste in 6.44,33 finale: 1ste in 6.55,82                                                              |
| Helen Glover Heather Stanning | twee-zonder (v)        | Goud      | serie 1: 1ste in 6.57,29 finale: 1ste in 7.27,13                                                              |
| Debbie Flood Frances Houghton Beth Rodford Melanie Wilson                                                                                  | dubbel-vier (v)        | 6e        | serie 2: 4de in 6.20,71 herkansingen: 3de in 6.21,65 finale: 6de in 6.51,54                                   |
| Jessica Eddie Catherine Greves Lindsey Maguire Natasha Page Louisa Reeve Victoria Thornley Annabel Vernon Olivia Whitlam Caroline O'Connor | acht (v)               | 5e        | serie 1: 3de in 6.23,51 herkansingen: 4de in 6.21,58 finale: 5de in 6.18,77                                   |

### Schermen
| Olympiër                                                          | Onderdeel       | Resultaat | Prestatie |
| ----------------------------------------------------------------- | --------------- | --------- | --- |
| James-Andrew Davis                                                | floret (m)      | 17e       | 1ste ronde: vrij 2de ronde: V van GER Joppich: 10-15                                                                                  |
| Richard Kruse                                                     | floret (m)      | 17e       | 1ste ronde: vrij 2de ronde: V van RUS Achmatchoezin: 5-15                                                                             |
| Husayn Rosowsky                                                   | floret (m)      | 33e       | 1ste ronde: V van MAR Samandi: 8-15                                                                                                   |
| James-Andrew Davis Richard Kruse Husayn Rosowsky Laurence Halsted | floret team (m) | 6e        | 1ste ronde: W van Egypte: 45-33 kwartfinale: V van Italië: 40-45 5-8ste plek: W van Frankrijk: 45-29 5-6de plek: V van Rusland: 35-45 |
| James Honeybone                                                   | sabel (m)       | 33e       | 1ste ronde: V van BLR Pryiemka: 9-15                                                                                                  |
|                                                                   |                 |           | |
| Corinna Lawrence                                                  | degen (v)       | 17e       | 1ste ronde: W van CHI Bravo: 15-12 2de ronde: V van ROU Gherman: 9-15                                                                 |
| Anna Bentley                                                      | floret (v)      | 33e       | 1ste ronde: V van CAN Peterson: 9-10                                                                                                  |
| Natalia Sheppard                                                  | floret (v)      | 17e       | 1ste ronde: W van GBR Troiano: 12-9 2de ronde: V van FRA Maîtrejean: 5-15                                                             |
| Sophie Troiano                                                    | floret (v)      | 33e       | 1ste ronde: V van GBR Sheppard: 9-12                                                                                                  |
| Anna Bentley Natalia Sheppard Sophie Troiano Martina Emanuel      | floret team (v) | 8e        | 1ste ronde: W van Egypte: 45-34 kwartfinale: V van Italië: 14-42 5-8ste plek: V van Polen: 20-43 7-8ste plek: V van Japan: 21-30      |
| Louise Bond-Williams                                              | sabel (v)       | 17e       | 1ste ronde: V van GRE Vougiouka: 8-15                                                                                                 |
| Sophie Williams                                                   | sabel (v)       | 17e       | 1ste ronde: V van ITA Vecchi: 6-15 |

### Schietsport
| Olympiër          | Onderdeel                  | Resultaat | Prestatie                                                                |
| ----------------- | -------------------------- | --------- | ------------------------------------------------------------------------ |
| James Huckle      | 10m luchtgeweer (m)        | 24e       | kwalificatie: 24ste met 593 punten (99-98-100-100-98-98)                 |
| Jonathan Hammond  | 50m geweer 3 houdingen (m) | 41e       | kwalificatie: 41ste met 1142 punten (395-361-386)                        |
| James Huckle      | 50m geweer 3 houdingen (m) | 25e       | kwalificatie: 25ste met 1162 punten (392-384-386)                        |
| Jonathan Hammond  | 50m geweer liggend (m)     | 17e       | kwalificatie: 17de met 593 punten (99-100-98-99-98-99)                   |
| James Huckle      | 50m geweer liggend (m)     | 29e       | kwalificatie: 29ste met 591 punten (100-97-96-100-99-99)                 |
| Richard Brickell  | skeet (m)                  | 12e       | kwalificatie: 12de met 118 punten (24-22-23-25-24)                       |
| Rory Warlow       | skeet (m)                  | 16e       | kwalificatie: 16de met 118 punten (24-24-22-25-23)                       |
| Edward Ling       | trap (m)                   | 21e       | kwalificatie: 21ste met 118 punten (23-24-25-25-21)                      |
| Richard Faulds    | dubbeltrap (m)             | 12e       | kwalificatie: 12de met 133 punten (39-46-48)                             |
| Peter Wilson      | dubbeltrap (m)             | Goud      | kwalificatie: 1ste met 143 punten (48-48-47) finale: 1ste met 188 punten |
|                   |                            |           |                                                                          |
| Jennifer McIntosh | 10m luchtgeweer (v)        | 36e       | kwalificatie: 36ste met 392 punten (99-98-97-98)                         |
| Jennifer McIntosh | 50m geweer 3 houdingen (v) | 42e       | kwalificatie: 42ste met 570 punten (194-187-189)                         |
| Georgina Geikie   | 25m pistool (v)            | 37e       | kwalificatie: 37ste met 562 punten (284-278)                             |
| Georgina Geikie   | 10m luchtpistool (v)       | 47e       | kwalificatie: 47ste met 359 punten (90-89-88-92)                         |
| Elena Allen       | skeet (v)                  | 14e       | kwalificatie: 14de met 60 punten (20-20-20)                              |
| Charlotte Kerwood | trap (v)                   | 16e       | kwalificatie: 16de met 64 punten (22-19-23)                              |

### Schoonspringen
| Olympiër                            | Onderdeel                | Resultaat | Prestatie                                                                                           |
| ----------------------------------- | ------------------------ | --------- | --------------------------------------------------------------------------------------------------- |
| Jack Laugher                        | 3m plank (m)             | 27e       | voorronde:' 27ste met 330 punten                                                                    |
| Chris Mears                         | 3m plank (m)             | 9e        | voorronde: 18de met 436,05 punten halve finale: 9de met 461 punten finale: 9de met 439,75 punten    |
| Tom Daley                           | 10m toren (m)            | Brons     | voorronde: 15de met 448,45 punten halve finale: 4de met 521,10 punten finale: 3de met 556,95 punten |
| Peter Waterfield                    | 10m toren (m)            | 23e       | voorronde: 23ste met 412,45 punten                                                                  |
| Chris Mears Nicholas Robinson-Baker | 3m plank synchroon (m)   | 5e        | 432,60 punten                                                                                       |
| Tom Daley Peter Waterfield          | 10m toren synchroon (m)  | 4e        | 454,65 punten                                                                                       |
|                                     |                          |           | |
| Rebecca Gallantree                  | 3m plank (v)             | 18e       | voorronde: 16de met 299,25 punten halve finale: 18de met 267,10 punten                              |
| Hannah Starling                     | 3m plank (v)             | 13e       | voorronde: 17de met 298,25 punten halve finale: 13de met 313,95 punten                              |
| Monique Gladding                    | 10 m toren (v)           | 19e       | voorronde: 19de met 301,45 punten                                                                   |
| Stacie Powell                       | 10 m toren (v)           | 20e       | voorronde: 20ste met 287,30 punten                                                                  |
| Alicia Blagg Rebecca Gallantree     | 3 m plank synchroon (v)  | 7e        | 285,60 punten                                                                                       |
| Sarah Barrow Tonia Couch            | 10 m toren synchroon (v) | 5e        | 321,72 punten                                                                                       |

### Synchroonzwemmen
| Olympiër | Onderdeel | Resultaat | Prestatie |
| --- | --------- | --------- | --- |
| Olivia Allison Jenna Randall                                                                                                | duet      | 9e        | technische routine: 9de met 88,100 punten vrije routine: 88,790 punten vrije routine finale: 89,170 punten totaal: 9de met 177,270 punten |
| Olivia Allison Yvette Baker Katie Clark Katie Dawkins Jennifer Knobbs Vicki Lucass Asha Randall Jenna Randall Katie Skelton | team      | 6e        | technische routine: 87,300 punten vrije routine: 88,140 punten totaal: 6de met 175,440 punten                                             |

### Taekwondo
| Olympiër        | Onderdeel | Resultaat | Prestatie |
| --------------- | --------- | --------- | --- |
| Martin Stamper  | -68kg (m) | 5e        | 1ste ronde: W van MEX Osornoi: 5-2 kwartfinale: W van SRB Fejzic: 8-3 halve finale: V van TUR Tazegül: 6-9 bronzen finale: V van AFG Nikpai: 3-5    |
| Lutalo Muhammad | -80kg (m) | Brons     | 1ste ronde: W van TJK Negmatov: 7-1 kwartfinale: V van ESP Garcia: 3-7 herkansingen: W van IRI Karami: 11-7 bronzen finale: W van ARM Yeremyan: 9-3 |
|                 |           |           | |
| Jade Jones      | -57kg (v) | Goud      | 1ste ronde: W van SRB Gladovic: 15-1 kwartfinale: W van JPN Hamada: 13-3 halve finale: W van TPE Tseng: 10-6 finale: W van CHN Hou: 6-4             |
| Sarah Stevenson | -67kg (v) | 9e        | 1ste ronde: V van USA McPherson: 1-5 |

### Tafeltennis
| Olympiër                                      | Onderdeel     | Resultaat | Prestatie |
| --------------------------------------------- | ------------- | --------- | --- |
| Paul Drinkhall                                | enkelspel (m) | 17e       | voorronde: vrij 1ste ronde: W van KUW Al-Hasan: 4-0 (11-9, 12-10, 11-9, 11-4) 2de ronde: W van SIN Yang: 4-1 (11-7, 11-7, 11-8, 4-11, 11-9) 3de ronde: V van GER Dimitrij Ovtcharov: 0-4 (8-11, 5-11, 9-11, 4-11) |
| Andrew Baggaley Paul Drinkhall Liam Pitchford | team (m)      | 9e        | 1ste ronde: V van Portugal: 0-3 |
|                                               |               |           | |
| Joanna Parker                                 | enkelspel (v) | 33e       | voorronde: vrij 1ste ronde: W van BRA Kumahara: 4-0 (11-7, 11-5, 11-9, 11-5) 2de ronde: V van GER Silbereisen: 1-4 (6-11, 7-11, 11-7, 2-11, 4-11)                                                                 |
| Na Liu Joanna Parker Kelly Sibley             | team (v)      | 9e        | 1ste ronde: V van Noord-Korea: 0-3 |

### Tennis
| Olympiër                       | Onderdeel         | Resultaat | Prestatie |
| ------------------------------ | ----------------- | --------- | --- |
| Andy Murray                    | enkelspel (m)     | Goud      | 1ste ronde: W van SUI Wawrinka: 6-3, 6-3 2de ronde: W van FIN Nieminen: 6-2, 6-4 3de ronde: W van CYP Baghdatis: 4-6, 6-1, 6-4 kwartfinale: W van ESP Almagro: 6-4,6-1 halve finale: W van SRB Djokovic: 7-5, 7-5 finale: W van SUI Federer: 6-2, 6-1, 6-4 |
| Colin Fleming Ross Hutchins    | dubbelspel (m)    | 17e       | 1ste ronde: V van FRA Benneteau/Gasquet: 5-7, 3-6 |
| Andy Murray Jamie Murray       | dubbelspel (m)    | 17e       | 1ste ronde: V van AUT Melzer/¨Peya: 7-5, 6-7(6), 5-7 |
|                                |                   |           | |
| Elena Baltacha                 | enkelspel (v)     | 17e       | 1ste ronde: W van HUN Szávay: 6-3, 6-3 2de ronde: V van SRB Ivanović: 4-6, 6-7(5) |
| Anne Keothavong                | enkelspel (v)     | 33e       | 1ste ronde: V van DEN Wozniacki 6-4, 3-6, 2-6 |
| Laura Robson                   | enkelspel (v)     | 17e       | 1ste ronde: W van CZE Šafářová: 7-6(4), 6-4 2de ronde: V van RUS Sjarapova 6-7(5), 3-6 |
| Heather Watson                 | enkelspel (v)     | 17e       | 1ste ronde: W van ESP Espinosa: 6-2, 6-2 2de ronde: V van RUS Kirilenko: 3-6, 2-6 |
| Laura Robson Heather Watson    | dubbelspel (v)    | 17e       | 1ste ronde: V van GER Kerber/Lisicki: 6-1, 4-6, 3-6 |
| Elena Baltacha Anne Keothavong | dubbelspel (v)    | 17e       | 1ste ronde: V van GER Görges/Grönefeld: 3-6, 1-6 |
|                                |                   |           | |
| Laura Robson Andy Murray       | Gemengddubbelspel | Zilver    | 1ste ronde: W van CZE Hradecká/Štěpánek 7-5, 6-7(7), [10-7] kwartfinale: W van AUS Stosur/Hewitt: 6-3, 3-6, [10-8] halve finale: W van GER Lisicki/Kas: 6-1, 7-6(7), [10-7] finale: V BLR Azarenka/Mirni: 6-2, 3-6, [8-10]                                 |

### Triatlon
| Olympiër          | Onderdeel | Resultaat | Prestatie |
| ----------------- | --------- | --------- | --------- |
| Alistair Brownlee | mannen    | Goud      | 1:46.25   |
| Jonathan Brownlee | mannen    | Brons     | 1:46.56   |
| Stuart Hayes      | mannen    | 37e       | 1:51.04   |
|                   |           |           |           |
| Lucy Hall         | vrouwen   | 33e       | 2:04.38   |
| Vicky Holland     | vrouwen   | 26e       | 2:02.55   |
| Helen Jenkins     | vrouwen   | 5e        | 2:00.19   |

### Voetbal

#### Mannen
| Olympiër | Onderdeel | Resultaat | Prestatie |
| --- | --------- | --------- | --- |
| Joe Allen Craig Bellamy Ryan Bertrand Jack Butland Steven Caulker Tom Cleverley Jack Cork Craig Dawson Ryan Giggs Aaron Ramsey Micah Richards Danny Rose Scott Sinclair Marvin Sordell Jason Steele Daniel Sturridge Neil Taylor James Tomkins | mannen    | 5e        | groep A: 1ste G van Senegal: 1-1 W van Verenigde Arabische Emiraten: 3-1 W van Uruguay: 1-0 kwartfinale: V van Zuid-Korea: 1-1 ns (4-5) |

| Groep A |                              |             |             |             |             |            |            |            |        |
| #       | Land                         | Wedstrijden | Wedstrijden | Wedstrijden | Wedstrijden | Doelpunten | Doelpunten | Doelpunten | Punten |
| #       | Land                         | G           | W           | G           | V           | V          | T          | Saldo      | Punten |
| 1       | Groot-Brittannië             | 3           | 2           | 1           | 0           | 5          | 2          | +3         | 7      |
| 2       | Senegal                      | 3           | 1           | 2           | 0           | 4          | 2          | +2         | 5      |
| 3       | Uruguay                      | 3           | 1           | 0           | 2           | 2          | 4          | -2         | 3      |
| 4       | Verenigde Arabische Emiraten | 3           | 0           | 1           | 2           | 3          | 6          | -3         | 1      |

| Ronde       | Datum      | Plaats           | Land      | Score                        | Land |
| ----------- | ---------- | ---------------- | --------- | ---------------------------- | ---- |
| Groepsfase  |            |                  |           |                              |      |
| 26 juli     | Manchester | Groot-Brittannië | 1-1       | Senegal                      |      |
| 29 juli     | Londen     | Groot-Brittannië | 3-1       | Verenigde Arabische Emiraten |      |
| 1 augustus  | Cardiff    | Groot-Brittannië | 1-0       | Uruguay                      |      |
| Kwartfinale |            |                  |           |                              |      |
| 4 augustus  | Cardiff    | Brazilië         | 1-1 (4-5) | Zuid-Korea                   |      |

#### Vrouwen
| Olympiër | Onderdeel | Resultaat | Prestatie |
| --- | --------- | --------- | --- |
| Eniola Aluko Anita Asante Karen Bardsley Sophie Bradley Rachel Brown Karen Carney Ifeoma Dieke Steph Houghton Kim Little Claire Rafferty Alex Scott Jill Scott Kelly Smith Casey Stoney Ellen White Fara Williams Rachel Williams Rachel Yankey | vrouwen   | 5e        | groep A: 1ste W van Nieuw-Zeeland: 1-0 W van Kameroen: 3-0 W van Brazilië: 1-0 kwartfinale: V van Canada: 0-2 |

| Groep A |                  |             |             |             |             |            |            |            |        |
| #       | Land             | Wedstrijden | Wedstrijden | Wedstrijden | Wedstrijden | Doelpunten | Doelpunten | Doelpunten | Punten |
| #       | Land             | G           | W           | G           | V           | V          | T          | Saldo      | Punten |
| 1       | Groot-Brittannië | 3           | 3           | 0           | 0           | 5          | 0          | +5         | 9      |
| 2       | Brazilië         | 3           | 2           | 0           | 1           | 6          | 1          | +5         | 6      |
| 3       | Nieuw-Zeeland    | 3           | 1           | 0           | 2           | 3          | 3          | 0          | 3      |
| 4       | Kameroen         | 3           | 0           | 0           | 3           | 1          | 11         | -10        | 0      |

| Ronde       | Datum    | Plaats           | Land | Score         | Land |
| ----------- | -------- | ---------------- | ---- | ------------- | ---- |
| Groepsfase  |          |                  |      |               |      |
| 25 juli     | Cardiff  | Groot-Brittannië | 1-0  | Nieuw-Zeeland |      |
| 28 juli     | Cardiff  | Groot-Brittannië | 3-0  | Kameroen      |      |
| 31 juli     | Londen   | Groot-Brittannië | 1-0  | Brazilië      |      |
| Kwartfinale |          |                  |      |               |      |
| 3 augustus  | Coventry | Groot-Brittannië | 0-2  | Canada        |      |

### Volleybal

#### Beach
| Olympiër                             | Onderdeel | Resultaat | Prestatie |
| ------------------------------------ | --------- | --------- | --- |
| John Garcia Thompson Steve Grotowski | mannen    | 19e       | groep F: 4de V van CAN Binstock/Reader: 0-2 (19-21, 13-21) V van BRA Cunha/Santos: 0-2 (17-21,12-21) V van NOR Skarlund/Spinnangr: 0-2 (20-22,13-21)                                                                       |
|                                      |           |           | |
| Zara Dampney Shauna Mullin           | vrouwen   | 17e       | groep F: 3de W van CAN Lessard/Martin: 2-1 (17-21,21-14,15-13) V van ITA Cicolari/Menegatti: 0-2 (18-21,12-21) V van RUS Birlova/Ukulova: 0-2 (23-25,13-21) play-off: V van AUT D Schwaiger/S Schwaiger: 0-2 (15-21,12-21) |

#### Indoor
| Olympiër | Onderdeel | Resultaat | Prestatie |
| --- | --------- | --------- | --- |
| Dami Bakare Peter Bakare Nathan French Jason Haldane Daniel Hunter Chris Lamont Mark McGivern Joel Miller Keiran O’Malley Andrew Pink Ben Pipes Mark Plotyczer | mannen    | 11e       | groep A: 6de V van Bulgarije: 0-3 (18-25, 20-25, 24-26) V van Australië: 0-3 (15-25, 18-25, 20-25) V van Italië: 0-3 (19-25, 16-25, 20-25) V van Polen: 0-3 (16-25, 19-25, 18-25) V van Argentinië: 0-3 (18-25, 18-25, 15-25) |

| Groep A |                  |             |             |             |      |      |       |           |           |           |        |
| #       | Land             | Wedstrijden | Wedstrijden | Wedstrijden | Sets | Sets | Sets  | Setpunten | Setpunten | Setpunten | Punten |
| #       | Land             | G           | W           | V           | V    | T    | Saldo | V         | T         | Saldo     | Punten |
| 1       | Bulgarije        | 5           | 4           | 1           | 13   | 4    | +9    | 407       | 390       | +17       | 12     |
| 2       | Polen            | 5           | 3           | 2           | 11   | 7    | +4    | 433       | 374       | +59       | 9      |
| 3       | Argentinië       | 5           | 3           | 2           | 10   | 7    | +2    | 382       | 367       | +15       | 9      |
| 4       | Italië           | 5           | 3           | 2           | 10   | 9    | +1    | 426       | 413       | +13       | 8      |
| 5       | Australië        | 5           | 2           | 3           | 8    | 10   | -2    | 395       | 397       | -2        | 7      |
| 6       | Groot-Brittannië | 5           | 0           | 5           | 0    | 15   | -15   | 274       | 376       | -102      | 0      |

| Ronde      | Datum  | Plaats           | Land | Score      | Land |
| ---------- | ------ | ---------------- | ---- | ---------- | ---- |
| Groepsfase |        |                  |      |            |      |
| 29 juli    | Londen | Groot-Brittannië | 0-3  | Bulgarije  |      |
| 31 juli    | Londen | Groot-Brittannië | 0-3  | Australië  |      |
| 2 augustus | Londen | Groot-Brittannië | 0-3  | Italië     |      |
| 4 augustus | Londen | Groot-Brittannië | 0-3  | Polen      |      |
| 6 augustus | Londen | Groot-Brittannië | 0-3  | Argentinië |      |

| Olympiër | Onderdeel | Resultaat | Prestatie |
| --- | --------- | --------- | --- |
| Lynne Beattie Maria Bertelli Rachel Bragg Grace Carter Rachel Laybourne Savannah Leaf Ciara Michel Joanne Morgan Lizzie Reid Janine Sandell Jennifer Taylor Lucy Wicks | vrouwen   | 9e        | groep A: 5de V van Rusland: 0-3 (19-25, 10-25, 16-25) W van Algerije: 3-2 (22-25, 25-19, 23-25, 25-19, 15-8) V van Italië: 0-3 (25-27, 12-25, 12-25) V van Dominicaanse Republiek: 0-3 (9-25, 18-25, 19-25) V van Japan: 0-3 (19-25, 14-25, 12-25) |

| Groep A |                        |             |             |             |      |      |       |           |           |           |        |
| #       | Land                   | Wedstrijden | Wedstrijden | Wedstrijden | Sets | Sets | Sets  | Setpunten | Setpunten | Setpunten | Punten |
| #       | Land                   | G           | W           | V           | V    | T    | Saldo | V         | T         | Saldo     | Punten |
| 1       | Rusland                | 5           | 5           | 0           | 15   | 4    | +11   | 459       | 352       | +107      | 14     |
| 2       | Italië                 | 5           | 4           | 1           | 14   | 5    | +11   | 442       | 368       | +74       | 13     |
| 3       | Japan                  | 5           | 3           | 2           | 11   | 6    | +5    | 401       | 335       | +66       | 9      |
| 4       | Dominicaanse Republiek | 5           | 2           | 3           | 8    | 9    | -3    | 374       | 362       | -12       | 6      |
| 5       | Groot-Brittannië       | 5           | 1           | 4           | 3    | 14   | -11   | 296       | 396       | -101      | 2      |
| 6       | Algerije               | 5           | 0           | 5           | 2    | 15   | -13   | 252       | 410       | -158      | 1      |

| Ronde      | Datum  | Plaats           | Land                                   | Score    | Land |
| ---------- | ------ | ---------------- | -------------------------------------- | -------- | ---- |
| Groepsfase |        |                  |                                        |          |      |
| 28 juli    | Londen | Groot-Brittannië | 0-3                                    | Rusland  |      |
| 30 juli    | Londen | Groot-Brittannië | 3-2                                    | Algerije |      |
| 1 augustus | Londen | Groot-Brittannië | align="left" \| Italië                 |          |      |
| 3 augustus | Londen | Groot-Brittannië | align="left" \| Dominicaanse Republiek |          |      |
| 5 augustus | Londen | Groot-Brittannië | align="left" \| Japan                  |          |      |

### Waterpolo

#### Mannen
| Olympiër | Onderdeel | Resultaat | Prestatie |
| --- | --------- | --------- | --- |
| Craig Figes Matthew Holland Ciaran James Sean King Joseph O’Regan Robert Parker Alexander Parsonage Glen Robinson Sean Ryder Adam Scholefield Edward Scott Jake Vincent Jack Waller | mannen    | 12e       | groep B: 6de V van Roemenië: 4-13 V van Servië: 7-21 V van Verenigde Staten: 7-13 V van Hongarije: 6-17 V van Montenegro: 4-13 |

| Groep A |                  |             |             |             |             |        |        |        |        |
| #       | Land             | Wedstrijden | Wedstrijden | Wedstrijden | Wedstrijden | Punten | Punten | Punten | Punten |
| #       | Land             | G           | W           | G           | V           | V      | T      | Saldo  | Punten |
| 1       | Servië           | 5           | 4           | 1           | 0           | 69     | 38     | +31    | 9      |
| 2       | Montenegro       | 5           | 3           | 1           | 1           | 54     | 41     | +13    | 7      |
| 3       | Hongarije        | 5           | 3           | 0           | 2           | 65     | 52     | +13    | 6      |
| 4       | Verenigde Staten | 5           | 3           | 0           | 2           | 43     | 44     | −1     | 6      |
| 5       | Roemenië         | 5           | 1           | 0           | 4           | 48     | 55     | −7     | 2      |
| 6       | Groot-Brittannië | 5           | 0           | 0           | 5           | 28     | 77     | −49    | 0      |

| Ronde      | Datum  | Plaats           | Land | Score            | Land |
| ---------- | ------ | ---------------- | ---- | ---------------- | ---- |
| Groepsfase |        |                  |      |                  |      |
| 29 juli    | Londen | Roemenië         | 13-4 | Groot-Brittannië |      |
| 31 juli    | Londen | Servië           | 21-7 | Groot-Brittannië |      |
| 2 augustus | Londen | Groot-Brittannië | 7-13 | Australië        |      |
| 4 augustus | Londen | Hongarije        | 17-6 | Groot-Brittannië |      |
| 6 augustus | Londen | Groot-Brittannië | 4-13 | Australië        |      |

#### Vrouwen
| Olympiër | Onderdeel | Resultaat | Prestatie |
| --- | --------- | --------- | --- |
| Francesca Clayton Ciara Gibson-Byrne Lisa Gibson Rebecca Kershaw Frances Leighton Fiona McCann Rosemary Morris Hazel Musgrove Robyn Nicholls Francesca Painter-Snell Alexandra Rutlidge Chloe Wilcox Angela Winstanley-Smith | vrouwen   | 8e        | groep B: 4de V van Servië: 6-7 V van Australië: 3-16 V van Italië: 5-10 kwartfinale: V van Spanje: 7-9 5-8ste plek: V van Rusland: 9-11 7-8ste plek: V van Italië: 7-11 |

| Groep B |                  |             |             |             |             |        |        |        |        |
| #       | Land             | Wedstrijden | Wedstrijden | Wedstrijden | Wedstrijden | Punten | Punten | Punten | Punten |
| #       | Land             | G           | W           | G           | V           | V      | T      | Saldo  | Punten |
| 1       | Australië        | 3           | 3           | 0           | 0           | 37     | 19     | +18    | 6      |
| 2       | Rusland          | 3           | 2           | 0           | 1           | 22     | 21     | +1     | 4      |
| 3       | Italië           | 3           | 1           | 0           | 2           | 22     | 22     | +0     | 2      |
| 4       | Groot-Brittannië | 3           | 0           | 0           | 3           | 14     | 33     | −19    | 0      |

| Ronde       | Datum  | Plaats           | Land | Score            | Land |
| ----------- | ------ | ---------------- | ---- | ---------------- | ---- |
| Groepsfase  |        |                  |      |                  |      |
| 30 juli     | Londen | Groot-Brittannië | 6-7  | Rusland          |      |
| 1 augustus  | Londen | Groot-Brittannië | 3-16 | Australië        |      |
| 3 augustus  | Londen | Groot-Brittannië | 5-10 | Italië           |      |
| Kwartfinale |        |                  |      |                  |      |
| 5 augustus  | Londen | Spanje           | 9-7  | Groot-Brittannië |      |
| 5-8ste plek |        |                  |      |                  |      |
| 7 augustus  | Londen | Rusland          | 11-9 | Groot-Brittannië |      |
| 7-8ste plek |        |                  |      |                  |      |
| 9 augustus  | Londen | Italië           | 11-7 | Groot-Brittannië |      |

### Wielersport
| Olympiër                                             | Onderdeel                | Resultaat | Prestatie |
| Baan                                                 | Baan                     | Baan      | Baan |
| ---------------------------------------------------- | ------------------------ | --------- | --- |
| Chris Hoy                                            | keirin (m)               | Goud      | ronde 1: 1ste ronde 2: 1ste finale: 1ste |
| Jason Kenny                                          | sprint (m)               | Goud      | kwalificatie: 1ste in 9,713 1ste ronde: vrij 2de ronde: W van RSA Esterhuizen: 10,363 kwartfinale: W van MAS Awang: 2-0 halve finale: W van TRI Phillip: 2-0 finale: W van FRA Baugé: 2-0                    |
| Ed Clancy                                            | omnium (m)               | Brons     | vliegende ronde: 1ste in 12,556 puntenkoers: 11de met 18 punten afvalling: 5de individuele achtervolging: 2de in 4.20,853 scratch: 10de tijdrit: 1ste in 1.00,981 totaal: 30 punten                          |
| Steven Burke Ed Clancy Peter Kennaugh Geraint Thomas | ploegenachtervolging (m) | Goud      | kwalificatie: 1ste in 3.52,499 halve finale: W van Denemarken: 3.52,743 finale: W van Australië: 3.51,659 |
| Philip Hindes Chris Hoy Jason Kenny                  | teamsprint (m)           | Goud      | kwalificatie: 1ste in 43,065 halve finale: W van Japan: 42,747 finale: W van Frankrijk: 42,600 |
|                                                      |                          |           | |
| Victoria Pendleton                                   | keirin (v)               | Goud      | ronde 1: 1ste ronde 2: 1ste finale: 1ste |
| Victoria Pendleton                                   | sprint (v)               | Zilver    | kwalificatie: 1ste in 10,724 1ste ronde: W van RUS Gnidenko: 11,775 2de ronde: W van NED Kanis: 11,840 kwartfinale: W van BLR Panarina: 2-0 halve finale: W van GER Vogel: 2-0 finale: V van AUS Meares: 0-2 |
| Laura Trott                                          | omnium (v)               | Goud      | vliegende ronde: 1ste in 14,057 puntenkoers: 10de met 14 punten afvalling: 1ste individuele achtervolging: 2de in 3.30,547 scratch: 3de tijdrit: 1ste in 35,110 totaal: 18 punten                            |
| Danielle King Joanna Rowsell Laura Trott             | ploegenachtervolging (v) | Goud      | kwalificatie: 1ste in 3.15,669 halve finale: W van Canada: 3.14,682 finale: W van Verenigde Staten: 3.14,051                                                                                                 |
| Victoria Pendleton Jessica Varnish                   | teamsprint (v)           | 8e        | kwalificatie: 2dein 33,526 (WR) kwartfinale: V van Oekraïne: gediskwalificeerd |
| BMX                                                  |                          |           | |
| Liam Phillips                                        | mannen                   | 8e        | plaatsingsronde: 12de in 38,719 kwartfinale 2: 2de met 6 punten halve finale 1: 3de met 9 punten finale: 8ste in 2.11,918                                                                                    |
|                                                      |                          |           | |
| Shanaze Reade                                        | vrouwen                  | 6e        | plaatsingsronde: 5de in 39,368 halve finale 1: 2de met 5 punten finale: 6de in 39,247 |
| Mountainbike                                         |                          |           | |
| Liam Killeen                                         | mannen                   | DNF       | niet gefinisht |
|                                                      |                          |           | |
| Annie Last                                           | vrouwen                  | 8e        | 1:33.47 |
| Weg                                                  |                          |           | |
| Chris Froome                                         | tijdrit (m)              | Brons     | 51.41,87 |
| Bradley Wiggins                                      | tijdrit (m)              | Goud      | 50.39,54 |
| Chris Froome                                         | wegwedstrijd (m)         | 109e      | 5:58.24 |
| Bradley Wiggins                                      | wegwedstrijd (m)         | 103e      | 5:47.14 |
| Mark Cavendish                                       | wegwedstrijd (m)         | 29e       | 5:46.37 |
| David Millar                                         | wegwedstrijd (m)         | 105e      | 5:55.16 |
| Ian Stannard                                         | wegwedstrijd (m)         | 92e       | 5:56.47 |
|                                                      |                          |           | |
| Lizzie Armitstead                                    | tijdrit (v)              | 10e       | 39.26,24 |
| Emma Pooley                                          | tijdrit (v)              | 6e        | 38.37,70 |
| Lizzie Armitstead                                    | wegwedstrijd (v)         | Zilver    | 3:35.29 |
| Emma Pooley                                          | wegwedstrijd (v)         | 40e       | 3:37.26 |
| Nicole Cooke                                         | wegwedstrijd (v)         | 31e       | 3:36.01 |
| Lucy Martin                                          | wegwedstrijd (v)         | DNF       | buiten tijd |

### Worstelen
| Olympiër       | Onderdeel   | Resultaat   | Prestatie                                           |
| Vrije stijl    | Vrije stijl | Vrije stijl | Vrije stijl                                         |
| -------------- | ----------- | ----------- | --------------------------------------------------- |
| Olga Butkevych | -55kg (v)   | 11e         | kwalificatie: vrij 1ste ronde: V van ECU Antes: 1-3 |

### Zeilen
| Olympiër                                 | Onderdeel        | Resultaat | Prestatie |
| ---------------------------------------- | ---------------- | --------- | --- |
| Nick Dempsey                             | rs:x (m)         | Zilver    | 41 punten: (5-7-5-1-10-1-2-3-9-2-6) |
| Paul Goodison                            | laser (m)        | 7e        | 93 punten: (10-23-16-2-4-9-17-12-9-8-6) |
| Ben Ainslie                              | finn (m)         | Goud      | 46 punten: (2-2-6-12-4-3-1-3-6-1) |
| Stuart Bithell Luke Patience             | 470 (m)          | Zilver    | 30 punten: (2-1-4-2-3-4-1-6-3-2-8) |
| Iain Percy Andrew Simpson                | star (m)         | Zilver    | 34 punten: (11-2-3-2-1-2-1-2-4-1-16) |
| Stevie Morrison Ben Rhodes               | 49er (open)      | 5e        | 124 punten: (12-12-3-18-4-2-1-1-17-4-20-13-3-17-7-10) |
|                                          |                  |           | |
| Bryony Shaw                              | rs:x (v)         | 7e        | 59 punten: (7-6-4-9-6-8-7-5-1-5-10) |
| Alison Young                             | laser radial (v) | 5e        | 60 punten: (7-10-2-2-2-11-6-8-DSQ-4-8) |
| Saskia Clark Hannah Mills                | 470 (v)          | Zilver    | 51 punten: (6-1-4-6-1-6-5-2-8-2-18) |
| Kate MacGregor Lucy MacGregor Annie Lush | elliott 6m (v)   | 7e        | round robin W van Denemarken V van Spanje W van Portugal V van Australië W van Finland W van Frankrijk V van Nieuw-Zeeland V van Rusland W van Zweden V van Nederland V van Verenigde Staten kwartfinale: V van Rusland 2-3 |

### Zwemmen
| Olympiër                                                                                  | Onderdeel             | Resultaat | Prestatie                                                                       |
| ----------------------------------------------------------------------------------------- | --------------------- | --------- | ------------------------------------------------------------------------------- |
| Adam Brown                                                                                | 50m vrije slag (m)    | 20e       | serie 6: 7de in 22,39                                                           |
| Adam Brown                                                                                | 100m vrije slag (m)   | 20e       | serie 6: 7de in 49,20                                                           |
| Ieuan Lloyd                                                                               | 200m vrije slag (m)   | 19e       | serie 4: 6de in 1.48,52                                                         |
| Robert Renwick                                                                            | 200m vrije slag (m)   | 6e        | serie 4: 2de in 1.46,86 halve finale 1: 3de in 1.46,65 finale: 6de in 1.46,53   |
| Robert Renwick                                                                            | 400m vrije slag (m)   | 11e       | serie 2: 2de in 3.47,44                                                         |
| David Carry                                                                               | 400m vrije slag (m)   | 7e        | serie 3: 4de in 3.47,25 finale: 7de in 3.48,62                                  |
| David Davies                                                                              | 1500m vrije slag (m)  | 16e       | serie 3: 7de in 15.14,77                                                        |
| Daniel Fogg                                                                               | 1500m vrije slag (m)  | 8e        | serie 2: 2de in 14.56,12 finale: 8ste in 15.00,76                               |
| Liam Tancock                                                                              | 100m rugslag (m)      | 5e        | serie 5: 2de in 53,86 halve finale 1: 2de in 53,25 finale: 5de in 53,35         |
| Chris Walker-Hebborn                                                                      | 100m rugslag (m)      | 20e       | serie 3: 3de in 54,78                                                           |
| Chris Walker-Hebborn                                                                      | 200m rugslag (m)      | 22e       | serie 3: 8ste in 1.59,00                                                        |
| Marco Loughran                                                                            | 200m rugslag (m)      | 18e       | serie 3: 7de in 1.58,72                                                         |
| Craig Benson                                                                              | 100m schoolslag (m)   | 14e       | serie 4: 4de in 1.00,04 halve finale 2: 6de in 1.00,13                          |
| Michael Jamieson                                                                          | 100m schoolslag (m)   | 9e        | serie 5: 3de in 59,89 halve finale 2: 3de in 59,89                              |
| Michael Jamieson                                                                          | 200m schoolslag (m)   | Zilver    | serie 3: 2de in 2.08,98 halve finale 1: 1ste in 2.08,20 finale: 2de in 2.07,43  |
| Andrew Willis                                                                             | 200m schoolslag (m)   | 8e        | serie 5: 1ste in 2.09,33 halve finale 2: 2de in 2.08,47 finale: 8ste in 2.09,44 |
| Antony James                                                                              | 100m vlinderslag (m)  | 31e       | serie 6: 8ste in 53,25                                                          |
| Michael Rock                                                                              | 100m vlinderslag (m)  | 23e       | serie 4: 7de in 52,56                                                           |
| Roberto Pavoni                                                                            | 200m vlinderslag (m)  | 20e       | serie 5: 7de in 1.57,55                                                         |
| Joseph Roebuck                                                                            | 200m vlinderslag (m)  | 17e       | serie 3: 7de in 1.56,99                                                         |
| Joseph Roebuck                                                                            | 200m wisselslag (m)   | 11e       | serie 3: 4de in 2.00,04 halve finale 2: 7de in 1.59,57                          |
| James Goddard                                                                             | 200m wisselslag (m)   | 7e        | serie 3: 2de in 1.58,56 halve finale 1: 3de in 1.58,49 finale: 7de in 1.59,05   |
| Roberto Pavoni                                                                            | 400m wisselslag (m)   | 13e       | serie 4: 4de in 4.15,56                                                         |
| Joseph Roebuck                                                                            | 400m wisselslag (m)   | 24e       | serie 3: 7de in 4.20,24                                                         |
| Simon Burnett James Disney-May Craig Gibbons Grant Turner                                 | 4x100m vrije slag (m) | 12e       | serie 1: 6de in 3.17,08                                                         |
| David Carry Bob Dale Ross Davenport Ieuan Lloyd Robbie Renwick                            | 4x200m vrije slag (m) | 6e        | serie 2: 3de in 7.10,70 finale: 6de in 7.09,33                                  |
| Craig Benson Adam Brown Michael Jamieson Michael Rock Liam Tancock                        | 4x100m wisselslag (m) | 4e        | serie 1: 1ste in 3.33,44 finale: 4de in 3.32,32                                 |
| Daniel Fogg                                                                               | 10km open water (m)   | 5e        | 1:50.37,5                                                                       |
|                                                                                           |                       |           |                                                                                 |
| Francesca Halsall                                                                         | 50m vrije slag (v)    | 5e        | serie 9: 1ste in 24,61 halve finale 2: 3de in 24,63 finale: 5de in 24,47        |
| Amy Smith                                                                                 | 50m vrije slag (v)    | 9e        | serie 9: 7de in 25,28 swim-off: 1ste in 24,82 halve finale 1: 6de in 24,87      |
| Francesca Halsall                                                                         | 100m vrije slag (v)   | 5e        | serie 6: 2de in 54,02 halve finale 2: 4de in 53,77 finale: 6de in 53,66         |
| Amy Smith                                                                                 | 100m vrije slag (v)   | 14e       | serie 6: 5de in 54,37 halve finale 2: 8ste in 54,28                             |
| Rebecca Turner                                                                            | 200m vrije slag (v)   | 17e       | serie 3: 6de in 1.58,98                                                         |
| Caitlin McClatchey                                                                        | 200m vrije slag (v)   | 7e        | serie 4: 1ste in 1.58,03 halve finale 2: 2de in 1.57,33 finale: 7de in 1.57,60  |
| Rebecca Adlington                                                                         | 400m vrije slag (v)   | Brons     | serie 3: 1ste in 4.05,75 finale: 3de in 4.03,01                                 |
| Joanne Jackson                                                                            | 400m vrije slag (v)   | 21e       | serie 3: 7de in 4.11,30                                                         |
| Rebecca Adlington                                                                         | 800m vrije slag (v)   | Brons     | serie 5: 1ste in 8.21,78 finale: 3de in 8.20,32                                 |
| Eleanor Faulkner                                                                          | 800m vrije slag (v)   | 22e       | serie 3: 6de in 8.38,00                                                         |
| Georgia Davies                                                                            | 100m rugslag (v)      | 15e       | serie 4: 2de in 59,92 halve finale 1: 8ste in 1.00,56                           |
| Gemma Spofforth                                                                           | 100m rugslag (v)      | 5e        | serie 5: 4de in 1.00,05 halve finale 1: 3de in 59,70 finale: 5de in 59,20       |
| Elizabeth Simmonds                                                                        | 200m rugslag (v)      | 4e        | serie 4: 4de in 2.10,37 halve finale 1: 5de in 2.08,48 finale: 4de in 2.07,26   |
| Stephanie Proud                                                                           | 200m rugslag (v)      | 9e        | serie 5: 4de in 2.10,01 halve finale 2: 4de in 2.09,04                          |
| Siobhan-Marie O'Connor                                                                    | 100m schoolslag (v)   | 21e       | serie 6: 6de in 1.08,32                                                         |
| Kate Haywood                                                                              | 100m schoolslag (v)   | 28e       | serie 5: 8ste in 1.09,22                                                        |
| Stacey Tadd                                                                               | 200m schoolslag (v)   | 18e       | serie 4: 6de in 2.27,18                                                         |
| Ellen Gandy                                                                               | 100m vlinderslag (v)  | 8e        | serie 5: 2de in 58,25 halve finale 2: 5de in 57,66 finale: 8ste in 57,76        |
| Francesca Halsall                                                                         | 100m vlinderslag (v)  | 14e       | serie 4: 2de in 58,23 halve finale 1: 7de in 58,22 finale: 6de in 53,66         |
| Ellen Gandy                                                                               | 200m vlinderslag (v)  | 17e       | serie 3: 5de in 2.09,92                                                         |
| Jemma Lowe                                                                                | 200m vlinderslag (v)  | 6e        | serie 4: 2de in 2.07,64 halve finale 2: 5de in 2.07,37 finale: 6de in 2.06,80   |
| Sophie Allen                                                                              | 200m wisselslag (v)   | 21e       | serie 4: 5de in 2.14,72                                                         |
| Hannah Miley                                                                              | 200m wisselslag (v)   | 7e        | serie 5: 4de in 2.12,27 halve finale 1: 2de in 2.10,89 finale: 7de in 2.11,29   |
| Hannah Miley                                                                              | 400m wisselslag (v)   | 5e        | serie 4: 1ste in 4.34,98 finale: 5de in 4.34,17                                 |
| Aimee Willmott                                                                            | 400m wisselslag (v)   | 11e       | serie 5: 5de in 4.38,87                                                         |
| Francesca Halsall Jessica Lloyd Caitlin McClatchey Rebecca Turner Amy Smith               | 4x100m vrije slag (v) | 5e        | serie 1: 4de in 3.38,21 finale: 5de in 3.37,02                                  |
| Eleanor Faulkner Joanne Jackson Caitlin McClatchey Hannah Miley Rebecca Turner            | 4x200m vrije slag (v) | 5e        | serie 1: 4de in 7.54,31 finale: 5de in 7.52,37                                  |
| Ellen Gandy Francesca Halsall Jemma Lowe Siobhan-Marie O'Connor Amy Smith Gemma Spofforth | 4x100m wisselslag (v) | 8e        | serie 2: 5de in 3.59,37 finale: 8ste in 3.59,46                                 |
| Keri-Anne Payne                                                                           | 10km open water (v)   | 4e        | 1:57.42,2                                                                       |

Afghanistan · Albanië · Algerije · Amerikaanse Maagdeneilanden · Amerikaans-Samoa · Andorra · Angola · Antigua en Barbuda · Argentinië · Armenië · Aruba · Australië · Azerbeidzjan · Bahama's · Bahrein · Bangladesh · Barbados · België · Belize · Benin · Bermuda · Bhutan · Bolivia · Bosnië en Herzegovina · Botswana · Brazilië · Britse Maagdeneilanden · Brunei · Bulgarije · Burkina Faso · Burundi · Cambodja · Canada · Centraal-Afrikaanse Republiek · Chili · China · Chinees Taipei · Colombia · Comoren · Congo-Brazzaville · Congo-Kinshasa · Cookeilanden · Costa Rica · Cuba · Cyprus · Denemarken · Djibouti · Dominica · Dominicaanse Republiek · Duitsland · Ecuador · Egypte · El Salvador · Equatoriaal-Guinea · Eritrea · Estland · Ethiopië · Fiji · Filipijnen · Finland · Frankrijk · Gabon · Gambia · Georgië · Ghana · Grenada · Griekenland · Groot-Brittannië · Guam · Guatemala · Guinee · Guinee‑Bissau · Guyana · Haïti · Honduras · Hongarije · Hongkong · Ierland · IJsland · India · Indonesië · Irak · Iran · Israël · Italië · Ivoorkust · Jamaica · Japan · Jemen · Jordanië · Kaaimaneilanden · Kaapverdië · Kameroen · Kazachstan · Kenia · Kirgizië · Kiribati · Koeweit · Kroatië · Laos · Lesotho · Letland · Libanon · Liberia · Libië · Liechtenstein · Litouwen · Luxemburg · Macedonië · Madagaskar · Malawi · Maldiven · Maleisië · Mali · Malta · Marshalleilanden · Marokko · Mauritanië · Mauritius · Mexico · Micronesië · Moldavië · Monaco · Mongolië · Montenegro · Mozambique · Myanmar · Namibië · Nauru · Nederland · Nepal · Nicaragua · Nieuw-Zeeland · Niger · Nigeria · Noord-Korea · Noorwegen · Oeganda · Oekraïne · Oezbekistan · Oman · Oostenrijk · Oost-Timor · Pakistan · Palau · Palestina · Panama · Papoea-Nieuw-Guinea · Paraguay · Peru · Polen · Portugal · Puerto Rico · Qatar · Roemenië · Rusland · Rwanda · Saint Kitts en Nevis · Saint Lucia · Saint Vincent en Grenadines · Salomonseilanden · Samoa · San Marino · Sao Tomé en Principe · Saoedi-Arabië · Senegal · Servië · Seychellen · Sierra Leone · Singapore · Slovenië · Slowakije · Soedan · Somalië · Spanje · Sri Lanka · Suriname · Swaziland · Syrië · Tadzjikistan · Tanzania · Thailand · Togo · Tonga · Trinidad en Tobago · Tsjaad · Tsjechië · Tunesië · Turkije · Turkmenistan · Tuvalu · Uruguay · Vanuatu · Venezuela · Verenigde Arabische Emiraten · Verenigde Staten · Vietnam · Wit-Rusland · Zambia · Zimbabwe · Zuid-Afrika · Zuid-Korea · Zweden · Zwitserland · Onafhankelijke atleten